# Аварское ханство
Ава́рское ханство (Ава́рское нуца́льство, Хунза́хское ха́нство) — раннефеодальное государство на территории нынешнего Дагестана, существовавшее с XII по XIX век, образовалось на территории государства Серир в XII веке. По свидетельству Буткова, Аварское ханство в конце XVIII века назывался «Хунзахским ханством». Основной религией стал ислам. В конце XVIII века достигло пика своего могущества — в вассальной зависимости аварского хана (нуцала) находились грузинский царь Ираклий II, дербентский, кубинский, бакинский, ширванский, шекинский ханы и ахалцихский паша. Кроме того, он обложил данью Карабахское ханство, Чечня Тушетия. Ему подчинялась также Джарская республика.
Образ волка не присуствовал на флаге аварцев. Он был добавлен после того, как грузинский историк Вахушти сравнил аварцев с «бесчестными волками», так как считал аварские набеги хищническими.
В 1803 году вошло в состав Российской империи, однако проводившаяся российскими властями политика привела к массовому недовольству и многочисленным восстаниям. В годы Кавказской войны Аварское ханство вошло в состав Имамата Шамиля. После окончания Кавказской войны Аварское ханство было упразднено и на его месте образован Аварский округ в составе Дагестанской области.
«Существует предание, — писал Расул Магомедов, — что Дагестан был заселён в VII веке до нашей эры (то есть 2700 лет назад). И это заселение связано со вторжением скифов». «На основе скифов, — отмечал Гаджиали Даниялов, — происходило напластование этноса в Дагестане, и в истории дагестанских народов скифы сыграли исключительно большую роль». «Именно на Северном Кавказе, — пишет Виктор Гуляев, — оказались сосредоточены памятники, ближе всего связанные с событиями начального периода скифских походов» и «правы те исследователи, которые считают, что какая-то часть скифов слилась с местным (северо-кавказским) населением».
В «Истории Грузии», составленной С. Барановым (1865 год) приведено одно из них, где говорится о том, что скифы многочисленными ордами вторглись в Грузию и Армению, опустошили эти страны, забрали много пленных и вернулись обратно в Северное Причерноморье. Из этих пленных народов скифы образовали на Северном Кавказе два царства: одно на Тереке, до западной оконечности гор, под владычеством Уобоса — сына царя скифов, а другое — на Востоке, под управлением двоюродного брата скифского царя. С подданными первого связываются осетины, а на Востоке, где построили Хунзах, возникли народы страны гор.
Г. В. Цулая отмечает, что Леонти Мровели, «имея смутные представления об истории Кавказа до „походов Александра“ … переместил это событие в доэллинистическую эпоху». Поэтому неубедительны попытки отнести время возникновения Хунзаха к IV в. до н. э. Только археологические исследования могут внести окончательную ясность в этот вопрос.

## История

### Образование нуцальства

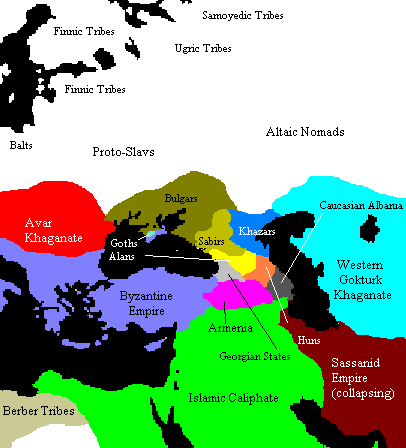
Гунны в горах Дагестана

О нуцальстве известно по исторической хронике и фольклоре. Известно, что ещё до нашествия арабов на территорию Дагестана, на Хунзахском плато сложилось крупное княжество с титулом нуцал и резиденцией в Тануси. Тануси делилось на две части: Тар-нус, то есть верхний Нус, и Горт-нус. Оба поселения находились недалеко друг от друга и, по преданию, были соединены сигнальной цепью с колоколом, которая тянулась до горы Акаро, что возвышается над Хунзахом. Вдоль сигнальной цепи было выстроено несколько сторожевых башен. Семейство караула, наблюдательных пунктов было освобождено от всяких податей и повинностей.. Хунзах также был возведен в далекие (доарабские) времена. Однако, в VIII веке «замок, называемый Хунзах», находился в местности, отличной от той, где ныне стоит Хунзах. Дело в том, что, по старинным хунзахским преданиям, доступным нам в записях А. В. Комарова и М.Алиханова-Аварского, в доарабское время все хунзахское «племя» обитало в одном «огромном» селении, которое стояло на горе Чинна-меэр, вблизи современного села Итля, то есть в нескольких километрах от нынешнего Хунзаха. В сасанидскую эпоху населенный пункт, именуемый Хунзахом и располагавшийся в местности Итля (Илъаб, откуда происходит ахвахское Илъалъ — «Хунзах»), становится столицей горных каганов, владевших Сулакским бассейном, верховьями Самура (Цахурский участок) и надо пологать, вероятно, прилегающими к ним равнинами.
Территорию, на которой располагалось Авария, являлось частью земли Гун. М.Чамчиан в своей «Истории» называет четыре провинции:
1. Алан,
2. Бас лас,
3. Гаптаг
4. Гун.

Автор «Дербент-наме» утверждает, что Исфандияром и Нушираваном страна эта была разделена на четыре провинции:
1. Гулбах,
2. Владение Туман-шаха,
3. Кайтаг,
4. Нагорный Кумук.

Разделения эти соответствуют и теперешнему положению страны, где Нагорный Кумук или Гун, или Авар, состоит из Кази-Кумука и Авара. Датский хронист XII века Саксон Грамматик для обозначения Руси применял форму «Konuhardіa», а её население попеременно именовал русами и гуннами. По этому поводу Олаф Верилий писал, что «Саксон Граматик русов и гуннов считает одним и тем же народом». Дионисий Периегет, древнегреческий учёный, во II веке нашей эры пишет, что «унны» живут у западного берега Каспия, южнее скифов и севернее каспиев и албанов.
В VI веке на гуннов начинается давление других племен, что вынуждает их мигрировать в горы Дагестана, где ими совместно с горскими племенами было создано государство Тавйяк. Опорными пунктами гуннов в горах стали Хунзах и Гумик. Необходимо учитывать, что в раннесредневековой истории Дагестана четко прослеживается фактор, сыгравший выдающуюся роль в развитии дагестанского сообщества — начальный этап феодализации. Ещё в IV—VII веках сложилось и успешно развивалось первое государственное образование в равнинном и предгорном Дагестане — Царство гуннов. На этом фоне протекал процесс изменения этнической карты Дагестана и формирования крупных этнополитических образований со сложной социальной стратификацией, к числу которых следует отнести и Сарир в Нагорном Дагестане.
По сведениям древних авторов, среди правителей аварцев Серира (древнее название Дагестана) был один по имени Авар.
В грузинской летописи «Картлис Цховреба» сказано, что во время правления в Восточной Грузии, в Картли, Гурама-куропалата на Северный Кавказ переселились с Востока авары, которые и подчинили себе население названного региона. У этих аваров-кочевников возникла война с Гурамом-куропалатом, в ходе которой посредником между двумя враждующими сторонами выступил император Византии Юстиниан (527—565). После этого они «помирились», и тогда Гурам-куропалат «расселил их в горных ущельях Кавказа, а также в Хунзахе, где они и ныне называются аварами». Самые же знатные из тех кочевых аваров, по «Картлис Цховреба», были поселены на княжеских правах в Грузии и именно от них происходят ксанские эриставы, — «воеводы» домонгольского времени и иные представители картлийской знати. Здесь мы, скорее всего, имеем дело с поздней попыткой осмысления грузинским историком наличия по соседству с ними неких аваров и имеющихся сведений о конфликте одноимённого народа с Грузией в VI в. Думается, что данные предания были записаны гораздо позже и вряд ли могут рассматриваться как достоверный источник. К примеру, согласно С. С. Какабадзе, предание о том, что ксанские эриставы «пришли вместе с аварцами из Туркестана» во время правления Гурама, записано в 1799 г. Иоанном Багратиони. Таким образом, мы имеем дело с «книжной легендой», получившей в дальнейшем широкое распространение. Не исключено, что именно это событие отражено в «Нихая ал-ираб», где сообщается, что Хосров Ануширван назначил в горный Дагестан наследственного марзпана (в переводе с персидского «хранитель границы») с титулом «владетель Сарира», которому он выделил 12 тыс. конных воинов. Это сложившееся государство, превратилось в одну из главных опор Ирана в его противостоянии с северными соседями. Для того, однако, чтобы эти авары, обосновавшиеся на Хунзахском плато, и их правитель могли наилучшим образом выполнять свои функции хранителей части северной границы Сасанидского Ирана, под их контроль следовало поставить всю стратегически важную дорогу, ведущую из Прикаспия в Восточную Грузию, которая начиналась у современного Эндирея и заканчивалась в Закатальской зоне. Поэтому Хосров Ануширван и передал, как сообщает Ибн Руста, горным каганам, владетелям Сарира, «крепкие замки»: Калял и Кумух. Последний замок, кстати, согласно «Дербенд-наме», шах предварительно отстроил и первоначально держал там правителя из числа своих родственников. Для экономической, то есть прочной привязки к себе данного горного каганата (возможно, уже в конце сасанидской эпохи его стали называть на Востоке «страной золотого трона», по-арабски: Сарир) Сасанидские шахи закрепили за ним Закатальскую зону.
Аварский историк Т.М Айтберов, комментируя один из документов о территориальной величине Хунзаха пишет об Аварах как о  Северо-Кавказских тюрках.
Побывавший в 1837 г. в Аварии, русский писатель и участник кавказских походов, офицер Я. Костенецкий отмечал, что, по его сведениям, памятником татарского владычества в горах служит Аварское ханство. Похожего мнения был и известный историк Али Каяев, писавший о том, что плоскостные шамхалы и горские ханы были потомками татарских (кумыкских) шамхалов. Мнение о том, что горские племена, такие как : аргуанийские, андийские, гонодинские и др. являются потомками Тарковских шамхалов поддерживал и историк К. Алиев.
Основываясь на источниках доисламского Ирана, Баладзори излагает очень ценную информацию:

«И выбрал Ануширван царей и назначил их, предоставив каждому из них шахство над отдельной областью. Из Них были хакан Горы, то есть владетель Сарира (трона), с титулом Вахрарзаншах, и царь Филана, он же Филаншах, и Табасараншах, и царь ал-Лакзов, с титулом Джурджаншах, и царь Маскута, царство которого теперь не существует, и царь Лирана с титулом Лираншах, и царь Ширвана, именующийся Ширваншахом. И утвердил властителя Бухха над Буххом и властителя Зирикирана над Зирикираном; и утвердил он царей горы Кабак в их владениях и заключил с ними мир, обязав ему платить подати».

По мнению В. М. Бейлиса, основанному на сведениях Аль-Балазури и Ибн Руста о наделении властью «хакана Горы» Сасанидом Хосровом Ануширваном (середина VI века), наиболее вероятной датой возникновения государства Сарир следует считать середину VI века. По поводу титула «вахрарзаншах» владетеля Сарира среди исследователей нет единого мнения. Крупный востоковед В. Ф. Минорский считал, что при изучении этого титула необходимо привлечь сведения других авторов (Ибн Руст, Шараф ад-дин Язди) и тогда как один из вариантов чтения этого титула будет — Ахриз-ан или Аухарзан. «После этого — писал В. Ф. Минорский, — становится правдоподобным, что Владетель трона был шахом „людей из Аухар“». Г. В. Цулая, указывает, что Хозонихети — средневековое грузинское название известного по литературным источникам древнеаварского государства Серир, возникшего в V в. н. э. на территории нагорного Дагестана.
В. Ф. Минорский, комментируя текст сочинения арабского автора X века, обратил внимание на то, что «под заголовком ас-Сарир „Царство трона“ Ибн Руста говорит в действительности о нескольких княжествах… Власть Сарира простиралась на „замок алал и гумик“. Гумики (кумухи, ныне лаки), живущие рядом, легко могли быть вассалами Сарира; алал остается загадкой, хотя несколько названий оканчивающихся на лал, известны в Аварии (Багулал, Чамалал, Андалал). Упомянутый в тексте алал может представлять собой аварскую общину, расположенную по верхнему течению реки Кара-Койсу. Её центр Чох». Цитируя данный отрывок работы Минорского А. И. Исламмагомедов, уточняет, что общества Андалал («алал») и Кумух («гумик») расположены рядом друг с другом.

По мнению доктора исторических наук Б. Н. Заходера, Сарир являлся союзом аварских племен, в который входили все субъэтносы аварцев:
«Но каково бы ни было решение вопроса о термине сарир, все же нам кажется несомненным, что сахиб ас-сарир был главою не только одного определённого племени или народа, а стоял во главе многих народов и племен, живших к западу от Баб ал-абваб. В числе этих племен и народов были авары, уже в то время игравшие выдающуюся роль на Северном Кавказе. Значением аварского союза племен, вероятно, и можно объяснить наличие третьего титула у сихиб ас-сарира — авар.»

Серир в VII—VIII веках

В родословной аварских нуцалов в исторической хронике Мухаммеда Рафи «Тарихи Дагестан» первым в длинном перечне предков хана Саратана назван Ар скан (возможно Арусхан, Арасхан, Урусхан (последнее буквально переводится как «Русский хан»). В анонимном источнике, в связи с битвой под Варандо, отцом Саратана назван Урус, и что они потомки Абу-Хусро, это имя встречается в грузинском сочинении «Историческая хроника псевдо-Джуаншера» в которой сказано, что в VIII веке «тушами», то есть обитателями Тушетии, расположенной в верховьях Андийского Койсу, а также «хунзами и всеми язычниками тех мест правил» князь Абухосро, которому «Историческая хроника» дает грузинский титул эристав — «воевода». Далее у Мухаммада Рафи: «Султаны Авара, которые из рода султанов урус … этот владыка получал доходы с зависимых владык, владений, земель и жителей всего Дагестана, от вилайата Чаркас до города Шамах». Опять же «урус» с аварского можно перевести как «русский». Также писарь Имама Шамиля Хаджи али Нахибаши из с. Чох, указывал, что хунзахские правители — это пришельцы с севера из племени «руссов». Далее он сообщает, что главнейшими из дагестанских ханов были — аварские, избрание которых было совершенно сходно с избранием русских царей. На троне аварском не восседал никто кроме ханов из рода Сурака, до его пресечения в мужском и женском колене, как это известно и подтверждается сохранившимися рукописями и преданием. Если бы прекратился род аварских ханов, то на престол должен был быть избран хан из русских. В хронике «История Ирхана», говорится, что Хазары и Авары упомянуты как «чистые русы», что подтверждает версию о том, что по сути это один и тот же народ. Если Саратан жил в первой половине XIII века, то его предок Урусхан попадает на VII век, в период до Арабского вторжения.
Сириец Захарий Ритор, писал в середине VI века, что на Северном Кавказе в «пределах гуннских» и на соседних территориях живут воинственные кочевые народы, и в числе их авары. Компилятор X века Стефан Византийский пишет, что согласно доступным ему старинным текстам «у реки Кира», то есть Куры, «живут оварены и отены», которых ученые отождествляют с удинами. Со слов армянского автора X века Товмы Арцруни, который, описывая события, происшедшие на несколько столетий раньше, сообщает, что рядом с цанарами — обитателями верховий Терека и прилегающих к ним земель — обитают горцы авархазы (аваргьаз). Арабский автор начала X века, Ибн Руста, чьи сведения относятся ко второй половине IX века, пишет, что Сарирское «владение» — государство «именуют Авар». Здесь же можно обратить внимание на другого арабского автора X века — ал-Истахри, сообщавшего, что «владетель Сарира» носит титул Ихран Аваран-шах; в «Дербенд-наме», как известно, Ихраи (Игьран) локализуется на берегах р. Сулак, а с другой стороны — титул Аваран-шах можно перевести со староперсидского, пехлевийского языка, как «царь Авара».
У Джуаншениани царь леков Ипаджадж воюет с византийцами на стороне персов, а у Леонти Мровели главарь леков родом из хунзах и чародей поражает персидское войско в Эретии. «Ипаджадж», как и «сибасиджа» арабских авторов — это искаженный вариант «спасига», означающего хранителя границ, марзпана. «Царь леков», который в грузинских источниках выступает с войском дидойцев и дзурдзуков, видимо, является персидским марзбаном «пахака хонов». Его можно соотнести с «Абухосро» в грузинском источнике, который представляется «потомком правителей нагорья» и управляет «Цукетией, Тушетией, Хундзахом и всеми язычниками тех мест…». «Леки» («леги») в грузинских источниках имеет собирательное значение и относится к народам Дагестана в целом.

#### В раннее средневековье

##### В составе Халифата
После долгих арабо-хазарских войн знаменитый арабский полководец, будущий халиф Марван ибн Мухаммад победил Хазарию и обязал хазарского кагана, которого он догнал в низовьях Волги, принять ислам. Марван решил затем предпринять поход в горный Дагестан, в том числе на Сарирскую державу. Лакский Кумух, судя по сообщениям Халифы ибн Хаята, Ибн Асам аль-Куфи, Балами и Ибн ал-Асира, в 730-е годы являлся населенным пунктом с замком, который служил обителью, «домом», сарирского владетеля. Там и находился один из двух тронов последнего. Кумухцы оказали Марвану ибн Мухаммаду, прибывшему к ним по «Лекетской дороге», героическое сопротивление, но были все же разбиты. Арабы «перебили» кумухских воинов, «их жен и детей» взяли в плен, а укрепление разрушили. Правитель Сарира успел, однако, к тому времени покинуть Кумух, который, видимо, был торгово-ремесленной, экономической столицей государства. Сарирский правитель, как сообщают названные авторы, бежал из Кумуха и прибыл «в замок, называемый Хайзадж (Хасрадж), в котором находится золотой трон». Данное упоминание Хунзаха, датированное 739 году, и является его самой ранней достоверной фиксацией в древних чужеземных летописях.
Марван скорее всего через Андалал подошел к Хунзаху и осадил его. Было предпринято несколько попыток быстро захватить его: силой и военными хитростями, но все безуспешно. После этого Марван дал своим воинам приказ окопаться «напротив» местопребывания правителя страны золотого трона. Они провели там всю весну и лето, а по словам Ибн Асама ал-Куфи, даже «полный год». Когда же подступила осень, Марван ибн Мухаммад понял, что нужно либо добиваться своего в самое ближайшее время, либо уходить, так как зимовать в горах Аварии он не мог. Марван решился тогда на поразительно смелый и рискованный шаг — проникнуть в «замок, называемый Хунзах», под видом арабского посла. Сделал он это для того, чтобы, используя свои познания в военном и инженерном деле, выявить слабые стороны в обороне сарирцев, которая опиралась прежде всего на природный фактор — отвесные края Хунзахского плато.
Совершив омовение, Марван для успокоения духа и возбуждения физической силы сделал массаж всего тела, после чего облачился в скромную, испачканную одежду своего повара и написал на арабском языке письмо владыке Сарира, в котором говорилось, что арабы готовы уйти, и предлагалось обговорить вопрос об условиях перемирия. Затем Марван «поднялся один наверх» и, остановившись у ворот замка, попросил впустить его, ибо он «посланец Марвана». Стража доложила правителю Сарира о прибытии посланца. Тот разрешил впустить его вовнутрь. Марван вошел и с почтением вручил сарирскому владыке письмо. Тот взял его и, как пишет Ибн Асам ал-Куфи, передал переводчику, из чего видно, что за несколько десятилетий, прошедших после первого знакомства дагестанцев с арабами — новыми владыками Ближнего и Среднего Востока, они оценили значение арабского языка как нового средства международного общения. Даже среди обитателей горного Хунзаха к 739 году были люди, понимавшие арабский язык и умевшие читать арабские тексты.
Переводчик после ознакомления с текстом письма «стал переводить его на свой язык, передавая царю его содержание». Там было написано, что Марван размышляет: «То ли мне уйти, то ли нам в конце концов помириться?» Предположив не без оснований, что арабы, если им показать прочность своих позиций, большие запасы воды и провианта, прекратят осаду и уйдут, правитель Сарира, допуская, что посланник может быть одновременно и разведчиком, приказал показать ему оборонительный комплекс. Здесь, однако, сарирский правитель недооценил арабскую военную машину, которая вобрала в себя многовековые достижения многих стран Востока и Запада, и допустил большую ошибку. Он предполагал, что, показав посланнику-разведчику хунзахский оборонительный комплекс, вынудит арабское командование снять бесполезную осаду. Марван, который был прекрасным знатоком военного дела, заметил, однако, в природных и военных укреплениях слабые места, через которые арабская армия с её таранами, камнеметами и прочей боевой техникой сумеет подойти к стенам «замка», взятие которого уже не представило бы большой трудности.
Предполагая, что за ним тайно следят, Марван делает хитрый ход. Чтобы убедить осажденных хунзахцев в том, что арабские войска находятся в бедственном положении и что он поверил в наличие на плато достаточного количества еды и питья, Марван, играя роль повара, попросил пищи для своего якобы голодающего полководца, Хунзахцы «дали ему две лепешки и кусок мяса», после чего «вывели его за стены замка». Марван пошел вниз и «вскоре добрался до своих войск». Возвратившись в лагерь, Марван написал второе письмо правителю Сарира, в котором сообщил о своем дерзком поступке, а также о том, что он заметил слабые места в природных укреплениях, являвшихся главной защитой для его местопребывания, Поняв, что теперь может последовать штурм его «замка, называемого Хунзах», обещавший быть, скорее всего, удачным для обученной, технически прекрасно оснащенной арабской армии, правитель Сарира решил подчиниться победоносному мусульманскому халифату. Он «написал Марвану», скорее всего по-арабски, и «запросил у него мира», чтобы сохранить элиту, а следовательно, государство и этнос.
После этого в 739 году вблизи Хунзаха был заключен мирный договор между мусульманами и сарирцами. Первые воздержались от вступления в местонахождение золотого трона — «замок, называемый Хунзах», а правитель Сарира обязался доставлять в Дербент ежегодно по тысяче голов скота, по 500 крепких отроков, по 500 красивых белокурых чернобровых девушек, а также до 100000 мер зерна в дербентские зернохранилища. Взяв заложников в качестве гарантии выполнения условий данного договора, Марван двинулся затем в сторону Дербента. В заключение следует напомнить, что согласно дагестанским преданиям, впервые записанным на восточных языках в конце XVII века, Авария и её традиционный политический центр Хунзах были якобы завоеваны арабским войском во главе с Масламой (Абумуслимом) ибн Абдулмаликом в 115 году по хиджре (733—734 год) или даже раньше. Эти предания относят к указанному времени и исламизацию Аварии и Хунзаха. Как мы видели, однако, в старейших и наиболее достоверных восточных по происхождению источниках приведенной здесь информации не имеется. Таким образом, нет оснований говорить о завоевании Абумуслимом, или Масламой, Аварии в 730-е годы и её мусульманизации в данное время.
Из текста арабо-сарирского мирного договора от 739 года, а также из трудов мусульманских историков классической эпохи видно, что к VIII веку Сарирская держава с главной столицей в неприступном Хунзахе, где хранился золотой трон — символ верховной власти, занимала территорию современного Аваристана, Ла-кии, где располагалась вторая столица государства — Кумух, и населенные цахурцами верховья Самура с крепостью Калял. Сарир того времени соответствовал, таким образом, большей части бассейна Сулака, а также землям, прилегающим к тому отрезку «Лекетской дороги», который вел из Кумуха в богатое зимними пастбищами, хлебом и иными, в том числе ремесленными, продуктами Восточное Закавказье, на территорию современного Закаталья. Сарир, труднодоступная горная страна (фактически природная крепость с неприступной цитаделью — Хунзахским плато), обязался тогда ежегодно отдавать в рабство до тысячи молодых красивых юношей и девушек. Уже судя по этому факту, население его должно было быть в VIII веке весьма многочисленным. Количество же зерна, которое сарирцы должны были предоставлять арабам, дает основание полагать, что под властью правителей Сарира, сидевших на золотом троне в «замке, называемом Хунзах», находилось не менее 33 тысяч податных дворов. В данной связи небезынтересно, что на 1828 год в Аварском ханстве, куда входила наряду с территориями, населенными аварцами, почти вся горная Чечня, насчитывалось общим числом около 35 тысяч дворов.
В достоверных мусульманских источниках не названо имя правителя Сарира, которого осаждал Марван ибн Мухаммад. В грузинском же сочинении «Историческая хроника псевдо-Джуаншера» сказано, что в эпоху походов Марвана на Кавказ и прилегающие территории в Грузии правителем был Арчил, сын Стефаноза, а его современником являлся правитель хунзахцев, точнее сарирцев, Абухосро. В названном сочинении сообщается, что после ухода Марвана из Грузии царь Арчил прибыл в Кахетию. Далее сказано, что в то время «тушами», то есть обитателями Тушетии, расположенной в верховьях Андийского Койсу, а также «хунзами и всеми язычниками тех мест правил» князь Абухосро, которому «Историческая хроника» дает грузинский титул эристав — «воевода». В то время князь Абухосро, вторая часть имени которого — «хосро» — означает в переводе с персидского «повелитель, царь», владел, согласно тексту псевдо-Джуаншера, ещё и областью Цукети, отождествляемой обычно с бассейном р. Курмухчай. В связи с данными грузинскими сообщениями, говорящими о сосредоточении в руках одного правителя власти над хунзахцами и «всеми язычниками тех мест», то есть над Сариром, а также над Тушетией и частью территории Закаталов, необходимо обратить внимание на информацию по данному поводу, приводимую в иных, независимых письменных источниках. Так, например, интересную информацию дает мусульманский автор начала X века Ибн аль-Факих, который пишет, ссылаясь на Ахмада ибн Вадиха ал-Исбахани, служившего письмоводителем у владетельных князей и высокопоставленных чиновников халифатской провинции Арминия, что в состав провинции входило в то время 113 «государств» и в том числе «государство владетеля Сарира, лежащее между» Аланией и Дербентским оборонительным комплексом. В Сарир вели тогда «лишь два пути», один из которых, юго-западный, связывал эту горную страну с Арминией, то есть соответствовал «Лекетской дороге» грузинских источников. Далее Ибн ал-Факих пишет, что всего в провинции Арминия, в состав которой входили территории Восточной Грузии и современного Азербайджана, имелось 18 тыс. селений. Из них в пределах арминийского «государства» Арран с центром в Берде находилось «четыре тысячи селений, большая часть которых — селения владетеля Сарира», резиденцией которого был Хунзах.
Сведения Ахмада ибн Вадиха ал-Исбахани не датированы. Однако, судя по тому, что в то время Сарир пребывал в составе провинции Арминия, названные сведения следует датировать не позднее середины IX века. Скорее даже они относятся к концу VIII века; любопытно, что в 775 году арабским правителем Арминии был Вадих ал-Аббаси, сыном которого мог являться Ахмад — автор приведенного выше текста. Свидетельства Ахмада ибн Вадиха о том, что правителю Сарира, который восседал на золотом троне в горном Хунзахе, принадлежало значительное количество населенных пунктов в Восточном Закавказье (в Аранне, входившем в состав Арминии), для нас чрезвычайно ценны. Дело в том, что они в определённой степени подтверждают слова грузинской «Исторической хроники» о принадлежности по крайней мере части Закатальской зоны Абухосро, который являлся правителем над «хунзами» во время Арчила, то есть в 40—50 годы VIII века.
Сообщение же псевдо-Джуаншера о вхождении Тушетии и Хунзаха в состав одного горского государства подтверждается, например, дагестанским арабоязычным источником «Тарих Дагестан». Там сказано, что в доисламскую эпоху истории Аварии тушины были подданными — раятами князей, сидевших в Хунзахе. Любопытно в данной связи и то, что во второй половине XVIII века Тушетия, хотя и входила в состав Грузии, однако, ежегодную дань натурой платила лишь аварским ханам, чьей столицей был Хунзах. Мы видим, таким образом, на основании независимых друг от друга источников, что правители Сарира или, как пишут грузины, «хунзов» в VIII веке, после покорения их арабами, владели частью Закавказья. Трудно, однако, поверить, что военачальники Омеядского халифата не имели сил отнять у побежденного Сарира его закавказские территории. Скорее, дело здесь в том, что, оставив их в руках горских каганов как важные источники дохода, арабы через это могли без особого напряжения держать в своих руках чрезвычайно труднодоступный и многолюдный Сарир. Не без интереса в данной связи то, что в послемонгольское время шахи Ирана и турецкие султаны контролировали дагестанских князей в значительной мере через предоставление им права кормления — обложение повинностями населенных пунктов в Закавказье.
В 785/86 гг., как пишет ал-Якуби, имели место смуты в провинции Арминия. По сообщению «Исторической хроники псевдо-Джуаншера», примерно через 50 лет после похода Марвана на Грузию, то есть между 785—787 годами, грузинский правитель Арчил создал интересный брачный союз. Он «выдал замуж женщину из рода Абухосро», который считался правителем «хунзов» и других горцев, за одного из родичей южно-грузинских владетельных князей, носивших иранский титул питиахш: «регент, вице-король; хранитель границы». Женщина та была «вдовой и не имела мужа». Арчил, устроив её брак с членом рода питиахшей, «даровал им Цукети» — «заодно с крепостью и замком». В свете вышеприведенного указания ал-Якуби данную информацию псевдо-Джуаншера надо, видимо, понимать следующим образом: в ходе смут в Закавказье, происходивших в 785/86 г., Арчил сумел организовать дело так, что правители Сарира, сидевшие в Хунзахе, лишились ранее подвластных им закавказских территорий или по крайней мере части их.
Примерно в это же время, по свидетельству мусульманского автора ал-Истахри (около 951 года), в Арминии имелись владетельные князья — «цари», управлявшие отдельными, довольно обширными и богатыми областями — «государствами». В числе таких князей ал-Истахри называет: правителя Ширвана, носившего иранский титул ширваншах; правителя Лагиджской долины с титулом лахижаншах; правителя Табасарапа с титулом табасараншах; правителя Филана с титулом филаншах; правителя Кайтага с титулом хайдакан-шах. Заключает же ал-Истахри фразой: «Ихран Аваран шах, являющийся владыкой Сарира», который лучше всех перечисленных князей в вопросе общения с теми «чужаками и пришельцами», которые «перемешиваются» с коренным местным населением. Таким образом, из текста названного автора, считающегося известным географом, видно, что и после завоевания Сарира арабами в 739 году, в период вхождения названного государства в состав халифата, его правители были известны Востоку как шахи горного Авара. Последний же топоним соответствует Хунзаху, и этим подтверждаются приведенные выше сообщения историков IX—X веках о том, что местом хранения золотого трона (ас-Сарир), олицетворявшего верховную власть в горах Дагестана, служил «замок, называемый Хунзах». Трон этот по сообщению, например, ал-Якуби, был прислан в горный Дагестан одним из царей Персии.
Время возникновение этой легенды, по мнению В. М. Бейлиса, следует отнести к 20-30-е годы X века, поскольку другими более ранними арабскими авторами ал-Балазури, ал-Якуби и даже Ибн ал-Факиха эта легенда, не приводится. Возведение генеалогии династий местного происхождения к Сасанидам было весьма распространено в средневековый период. Происхождение этого рассказа из самого Сарира, по мнению В. М. Бейлиса, менее вероятно, поскольку представители правившей там династии, не зависимые от власти халифата, являлись христианами-монофизитами (возможно, несторианами) и вряд ли были заинтересованы в притязаниях на сасанидское происхождение, вполне понятных для Сасанидов или ширваншахов.

##### Войны против мусульман и Хазарии
Начало IX века характеризуется ослаблением контроля халифата, центром которого был в то время Багдад, над Закавказьем. Как пишет ал-Якуби, в пределах конца 30-х годов IX века, но ранее 841/42 гг. «владыки гор, ал-Баба», то есть Дербента, а также «ворот»-замков в системе Дербентского оборонительного комплекса, расположенных на главных путях, ведущих через горы, «овладели» территориями, которые «прилегают к их» владениям, и в результате «ослабела власть» халифа. Древнейший автор мусульманского географического сочинения Ибн Хордадбех, написавший первую редакцию своего труда около 847 года, нигде не называет Сарир в качестве составной части провинции Арминийа. Однако он знал о существовании Сарира и писал, что в горах Кавказа одними из «ворот» являются «ворота владыки Сарира». Учитывая это, можно считать, что государство с центром в Хунзахе освободилось к тому времени из-под владычества халифата. Предположение это подтверждается, к примеру, словами Саллама ат-Тарджумана, придворного халифа ал-Васика (842—847), которого последний направил однажды на земли, лежащие к северу от Кавказа. Местопребывание халифа Саллам ат-Тарджуман покинул «с письмом от ал-Васика к Исхаку ибн Исмаилу» — правителю мусульманского в то время Тбилиси, «чтобы он нас принял». Исхак, который к тому времени, по сути дела, уже вышел из-под власти Багдада, в связи с чем против него высылались халифские войска, «написал о нас владетелю Сарира, владетель Сарира написал владыке Алана». Сам же халиф ал-Васик, вероятно, не имел реальных возможностей даже чисто формально обратиться к правителю Сарира в приказной форме — написать ему «письмо». Стало быть, горское государство со столицей в Хунзахе в 40-е годы IX века было уже полностью независимо от Аббасидского халифата. Вместе с тем следует, видимо, обратить здесь внимание и на то, что, судя по записке Саллама ат-Тарджумана, к указанному времени Сарирская держава имела натянутые и даже, возможно, враждебные отношения с Хазарией, чьи наместники — тарханы пребывали тогда в равнинной части Дагестана.
Как сообщает знаменитый мусульманский историк ат-Табари, жена эмира Исхака являлась дочерью правителя Сарира. Написанная по-арабски в XII века «История Ширвана и ал-Баба» дополняет сведения ат-Табари относительно семьи эмира Исхака. В ней говорится, что после казни последнего полководец Буга отослал «его жену и детей» к халифу. Таким образом, уже в IX веке знатная женщина, родившаяся в Хунзахе и, видимо, принявшая ислам в Тбилиси, попала на территорию Ирака, ко двору халифа ал-Мутаваккила. Брак эмира Исхака с дочерью правителя Сарира вряд ли следует считать случайным явлением, простым следствием страстной любви мусульманского князя и «неверной» княжны. Скорее, здесь имела место политика общекавказского масштаба: желание обеспечить хунзахцев тбилисскими ремесленными и иными продуктами, а тбилисцев — хуизахскими воинами. Подобные примеры — попытки решения тбилисско-хунзахских политических и экономических проблем через создание брачных связей на княжеском уровне мы встретим и позднее.
Во второй половине IX веке начинаются затянувшиеся на три века сарирско-мусульманские войны, в которых прямое участие, несомненно, принимали хунзахцы — обитатели столицы Сарира. Прежде, однако, чем рассказывать об этих войнах, обратим внимание на описание Сарирской державы и её столицы, относящееся примерно к середине—началу второй половины IX веке и принадлежащее географу второй половины IX—самого начала X века Ибн Руста. Согласно последнему автору, а также географическому сочинению конца X века «Худуд ал-алам» и созданному в XI вкке труду Абдалхая Гардизи в состав Сарирской державы IX века входила довольно обширная горная территория. Наряду с землями в бассейне Сулака и в верховьях р. Самур, составной частью государства с центром в Хунзахе являлись княжество Хайдаг, что примерно соответствует нынешнему Кайтагскому району, и часть современного Дахадаевского и Каякентского районов, где располагалось княжество Чандар (отсюда, видимо, и происходит «джандар» — даргинское название кумыков), известное в исторической литературе как «Шандан». Резиденция правителей Сарира располагалась в местности-«владении», которая была известна как Авар, то есть в данном контексте-на Хунзахском плато. Казнохранилище находилось и крепости Кумух. Крепость Калял, расположенная на «Лекетской дороге», охраняла главный вход в страну со стороны Закавказья. Важным населенным пунктом Сарирской державы был «город», именуемый Кайтагом, предположительно располагавшийся в урочище Жалаги, вблизи сел. Варсит, на подступах к мусульманскому Дербенту. В этом городе пребывали кайтагские правители, числившиеся, согласно тексту «ХуДуд ал-алам», в ранге военачальников (по-персидски сипах силар) у владетелей золотого трона и пользовавшиеся широчайшей автономией в рамках Сарирской державы. В состав последней на аналогичных правах входил также Шандан с его религиозным центром — «городом» Дибгаши. Столь обширные пределы Сарирской державы IX века, превосходящие по отдельным параметрам то, что было в доарабскую эпоху, и которые описываются в трудах Ибн Руста, Гардизи и в «Худуд ал-алам», находят себе подтверждение в «Тарих Дагестан». Там утверждается, что в доисламском Дагестане существовали лишь три «области» — Авар, Равнина и Зирихгеран.
Хунзах в указанных трудах непосредственно не упоминается. Местопребыванием правителей Сарира и хранилищем принадлежавшего им золотого трона являлась тогда крепость, которая стояла «на вершине горы в четыре фарсаха» и была окружена «стеной из камня». В этой крепости стоял, кстати, ещё и серебряный трон, на котором по указанию Гардизи восседали приближенные правителя. Зная, что один фарсах равнялся на мусульманском Востоке 6 км, нетрудно догадаться, что названная «гора» соответствует Хунзахскому плато, длина которого равняется 26 км, высота от 1700 до 2000 м. Окаймленное глубокими долинами Аварского и Андийского Койсу плато действительно подобно горе. Вершина же этой «горы», где стояла крепость, наиболее вероятно, соответствует горе Акаро, на которой археологом Г. Г. Гамбашидзе зафиксировано существование в прошлом укрепления и христианского храма. Из этого в свою очередь вытекает, что расположенный рядом с крепостью и существовавший уже около 300 лет. То есть по меньшей мере со второй половины VI века, «город», в котором проживали зажиточные воины, тождествен Хунзаху.
Мусульманские авторы X—XI веков сообщают, что от низовий Волги, где располагалась столица Хазарии, и до пределов горного Дагестана (в современном Хасавюртовском районе) было 12 дней пути. Оттуда, скорее всего, от нынешнего сел. Андрейаул, где в древности располагался «город» Балх, путник, идущий во Внутренний Дагестан, начинал подыматься на «высокую гору», тождественную, как представляется, Салатавскому нагорью. Далее через горные долины, лежащие в бассейне Андийского Койсу. он через три дня достигал местопребывания правителей Сарира. В труде Ибн Руста и в других мусульманских географических сочинениях, таким образом, дается описание дороги Эндирей—Хунзах, проходившей через Аргвани, Игали и Тануси, о существовании которой ещё в VIII веке сообщает Ахмад ибн Вадих ал-Исбахани, характеризуя её как «путь в страну хазар». Эта дорога для хунзахцев была очень важной, так как по ней выводили скот на зимние пастбища Терско-Сулакской низменности; она также связывала с одним из важнейших торговых и культурных центров тогдашней Восточной Европы — городом Итиль, стоявшим в низовьях Волги.
К середине IX века Сарир и близлежащие территории, населенные «неверными», освобождаются из-под власти халифата Аббасидов. В то же время на границах Дагестана возникает два воинственных мусульманских княжества — Дербентское и Ширванское, которые согласно шариату были обязаны либо сражаться с «неверными» до принятия ими ислама, либо заставить их подчиниться мусульманам. При названных обстоятельствах на Северо-Восточном Кавказе начинаются длительные войны. Так между 853 и 856 годами участник войны с тбилисским эмиром Исхаком — араб Мухаммад ибн Халид вместе с дербентскими «борцами за веру» предпринял поход на «неверных», то есть немусульман, «живущих по соседству» с Дербентским оборонительным комплексом. Брат этого полководца — Хайсам ибн Халид, который с 861 году стал правителем, «независимым в делах Ширвана», согласно «Истории Ширвана и ал-Баба» был известен тем, что «сражался с неверными в стране Сарир». В 876 году араб Хашим ибн Сурака, ставший с 869 году эмиром Дербента, как написано в названном источнике, «сделал набег на Сарир и перебил много народу; он захватил их имущество, полонил их детей и женщин и победоносно вернулся». В 878 году эмир Хашим Дербентский «повторил свой набег и опять вернулся, увенчанный победой».
Итак, есть основание считать, что к 40-м годам IX века, горское государство с центром в Хунзахе стало независимым от мусульманской империи Аббасидов, в связи с чем во второй половине названного столетия оно превращается в объект вооруженных нападений со стороны газиев — «борцов за веру», сражавшихся под предводительством арабских правителей Ширвана и Дербента. В IX века в состав Сарира входила горная часть нынешнего Дагестана, за исключением мусульманизнрованиой территории расселения большинства народов лезгинской языковой группы. Правителям, сидевшим на горе Акаро, удалось создать столь обширное горское государство, видимо, потому, что они сумели возглавить движение многих племен Дагестана за освобождение от власти халифата. Очевидно, возложенная на владык Сарира Марваном неприятная тяжкая обязанность — ежегодно отправлять в Дербент сарирскую молодежь в качестве рабов, а также значительное количество продуктов питания — позволила им сосредоточить в своих руках по сути дела при помощи мусульман огромную власть. С другой стороны, тактически верная линия шахов горного Авара на поощрение контактов своих подданных с «чужаками и пришельцами», которые «перемешиваются» с ними (на это обращал внимание ал-Истахри), позволила лучше усвоить передовые достижения Востока, в том числе, видимо, и на военном поприще. Эти факторы, а также такой важный на начальном этапе момент, как неприступность столицы — Хунзаха, создали предпосылки для того, чтобы в момент ослабления военной мощи халифата борьба горцев за освобождение от мусульманского ига пошла под руководством правителей Сарира.
В десятом столетии, по сообщению ал-Истахри, Арминия, Арран и Азербайджан объединяются в один «климат», к которому «прилегает с севера Аллан и гора Кабк». Это же повторяет Ибн Хаукаль в 976 году. Интересную информацию дает и Ибн ал-Факих. Он пишет, что «пределы Арминии идут от Бердаа» к Дербенту и горным воротам, «с той стороны — к пределам Рума, к горе Кабк, к царству Сарир и к царству Лакз». Далее Ибн ал-Факих сообщает, что, начиная от Дербента и вплоть до Аланского замка в Дарьяльском ущелье, сасанидскими шахами было построено 360 замков, из которых «сто десять замков вплоть до земли Табасарана находятся в руках мусульман, а остальные замки — в земле Хайдака и у владыки Сарира, вплоть до» Аланского замка.
События X века в Сарирском государстве и Хунзахе описаны в «Истории Ширвана и ал-Баба», где сообщается о том, что сарирский правитель по имени Бохт-йишо I (в переводе с сирийского «Спаси Иисус») имел встречу с недавним победителем хазар — дербентским эмиром Мухаммадом — сыном эмира Хашима, который нападал на Сарир в 876 и 878 годы. Во время встречи, которая происходила в 905 году, Бохт-йишо «предательски», с точки зрения мусульман, «захватил» Мухаммада ибн Хашима вместе «с десятью начальниками, но затем, выказав им любезность и одарив их подарками, очистил для них путь». В 909/10 году правитель Ширвана Али ибн Хайсам и упомянутый эмир Дербента Мухаммад ибн Хашим решили напасть на немусульман, обитавших на территории нынешних Дахадаевского и Каякентского районов, точнее, в бассейне Башлынской речки. Там располагалось государство Шандан, входившее в IX в. в состав Сарира. Собрав свои дружины и проведя, видимо, мобилизацию, в результате чего образовалась значительная армия, к которой примкнуло большое количество «добровольцев и чтецов Корана», прибывших «из других мест», оба названных князя двинулись на Шиндан. У села Башлы, где юго-восточное ответвление «Лекетской дороги» пересекалось с дорогой, ведущей к важному стратегическому пункту — Уркараху, «произошло сражение, окончившееся», как написано в источнике, «неблагоприятно для мусульман». Последние были встречены войском, состоявшим из шанданцев, сарирцев и хазар. Али ибн Хайсам и Мухаммад ибн Хашим с десятью тысячами воинов, среди которых были ширванцы, дербентцы и мусульманские фанатики из различных мест, попали в плен к «неверным». Более того, около 914 года русы совершили набег на Ширван и разграбили прибрежные районы. По сообщению «Истории Ширвана и ал-Баба», те мусульмане, которые попали «в руки сарирцев, через три месяца были отпущены без выкупа». Ширваишах Али ибн Хайсам и эмир Мухаммад ибн Хашим Дербентский, находившиеся, как видно из названного сочинения, в плену у сарирских воинов, «были также освобождены и отправлены в их страны, но те, кто были пленниками хазар» и шанданцев, «были проданы, и спаслись лишь очень немногие».
К 943 году относятся сведения о Сарире, в том числе о Хунзахе, который прямо называется столицей данного государства, принадлежащие перу знаменитого мусульманского географа Аль-Масуди. Говоря о Сарире, прямо пишет, что столица того, кто якобы в VII веке первым доставил в горы знаменитый золотой трон, называлась Хумрадж. В связи с данной — на букву «м» формой наименования сел. Хунзах в восточном источнике X веке обратим внимание на то, что она же зафиксирована в ряде списков дагестанского сочинения «Тарих Дагестан» (Хумзахъ; хумз «хун-захцы»), в отдельных памятных записях, а также, например, в записке русского офицера Хрисанфа (1828 год). Масуди прежде всего отмечает существование на Северо-Восточном Кавказе мощного Дербентского оборонительного комплекса, доходящего до гор Табасарана. Описывая события, недавние для него, ал-Масуди свидетельствует, что этот комплекс был воздвигнут «для отражения опасности» по отношению к Закавказью и Ирану со стороны «хазар, аланов, различных тюрков, сарирцев и других неверных». Развивая свою мысль, ал-Масуди говорит ниже, что если бы иранские шахи не построили в свое время Дербентский комплекс, «то цари хазар, аланов, сарирцев, тюрков и других упоминавшихся народов, несомненно, дошли бы до областей Бардаа, Аррана, Байлакана, Азербайджана», а также «Занджана, Абхара, Казвина, Хамадана, Динавера, Нихавенда и других» городов северного Ирана. По его мнению, Сарир в первой половине X века считался мощным государством, не уступавшим Хазарии и Алании, однако, по мнению ал-Масуди, уже не таким обширным как в IX веке. К примеру, Кайтаг в то время являлся сильным княжеством с мусульманской династией, утверждавшей, что она — арабского происхождения; это княжество входило в состав Хазарской империи. Земли в бассейне Казикумухского Койсу составляли тогда особое христианское «владение» — государство, называемое Гумик, население которого не подчинялось «никакому царю». Данная информация о выходе Кайтага, Кумуха, а также Шиндана из-под власти владетелей золотого трона, подтверждается ал-Истахри и Йакутом. Эти авторы сообщают, что в Дербент с торговыми целями собираются представители различных немусульманских народов и в числе их сарирцы, шанданцы, кайтагцы и кумухцы. Сарир, который ал-Масуди локализует к северо-западу от Кайтага, за пределами Зирихгерана, характеризуется этим авто ром как «страна суровая и по этой причине недоступная», расположенная «на одном из отрогов» Кавказа. При всем этом, однако, согласно «Истории Шаддадидов», Сарирское государство, как и Алания, представляло собой в то время «большую область».
Под властью правителя Сарира в середине X века находилось 12 тысяч, по-видимому, в основном мелких населенных пунктов (отметим, что к 1828 году, в Аварском ханстве насчитывалось 289 селений). Правитель Сарира в это время был известен на Кавказе, в том числе среди мусульман, как враг хазар. Правитель Сарира, как пишет ал-Масуди, «совершает нападения на хазар и одерживает победы над ними, потому что они на равнине, а он в горах». Таким образом, в течение нескольких десятилетий военно-политическая ситуация на Северо-Восточном Кавказе в корне изменяется. Для правителей Сарира, сражавшихся ранее лишь с мусульманами, причем даже совместно с хазарами, главным врагом становятся последние. Причину такой перемены можно, думается, понять, если вспомнить, что в IX веке правителям Сарира подчинялся Кайтаг, а к 943 году последний вошел в состав Хазарской империи. Мало того, в трудах мусульманских географов X века содержатся ясные указания на то, что значительная часть западного побережья Каспия к северу от Дербента находилась, как думается, в IX—начале X веках в руках владык, сидевших в горном Хунзахе. Так, например, уже упоминавшийся выше ал-Истахри пишет, что «западное побережье Хазарского моря — Арран, пределы Сарира, страна Хазар и часть пустыни гузов»; данная ситуация отмечена, кстати, и на старинных, уже давно известных европейской науке арабских картах.
В то же время, по словам хазарского царя Иосифа, в 50-х—начале 60-х годов X века граница Хазарского каганата простиралась по западному побережью Каспия до Дербента и при этом в состав подчиненных ему горских земель входил якобы и Сарир. Эта информация хазарского происхождения в определённой степени подтверждается мусульманином ал-Истахри. Сообщив, что хазарам принадлежит город Семендер, ал-Истахри пишет далее, что между последним и городом Дербентом расположены семендерские «многочисленные сады», которые тянутся «до пределов Сарира», проходивших, судя по всему, в горах. Из приведенных фактов можно заключить, что Хазария скорее всего около 932 года, после разгрома алан, вытеснила Сарир из Прикаспийского побережья и даже, видимо, из значительной части предгорий современного Дагестана. В связи с этим нельзя не вспомнить, что в XI веке грузинский историк Леонти Мровели, описывая ситуацию времен якобы Вавилонского царства, сообщал, что легендарный предок хунзахцев — герой по имени Хозоних — первоначально жил на равнинах современного Дагестана и Чечни, но затем был вытеснен хазарами в горы, где он и обосновался. Лишив Сарирское государство территорий — «приделов» на равнине и в предгорьях Северо-Восточного Кавказа, Хазария, естественно, нанесла большой ущерб сарирской экономике, которая в значительной мере основывалась на скотоводстве и прежде всего — по причине сухости дагестанского климата — на овцеводстве. После захвата названных территорий, соответствующих, по-видимому, землям к югу от Терека, лишив таким образом хунзахских и прочих горских пастухов обширных зимних пастбищ, хазары должны были стать главными врагами государя, сидевшего в Хунзахе, и сарирской элиты. Для изгнания оттуда хазар достаточных сил у «владык золотого трона», тогда, по-видимому, не было. Поэтому они в бессильной злобе были вынуждены ограничиться упомянутыми ал-Масуди «нападениями на хазар», то есть просто-напросто крупными набегами, которые, правда, были большей частью успешными. Без сомнения, в этих нападениях на хазар участвовали и хунзахцы, хотя бы потому, что они являлись жителями столицы Сарира.
Одним из могучих, политически активных государств Северного Кавказа в домонгольское время была, как известно, Алания. Уже во второй половине IX века, как сообщает Ибн Руста, существовала дорога, проходившая по территории современной равниной части Чечни и Ингушетии, по которой и осуществлялось общение между Сариром и Аланией. К 943 году, как это видно из текста ал-Масуди, между правителями, сидящими в горном Хунзахе, и царями Алании, которые, кстати, начиная с VIII века и вплоть до 932 года, исповедовали православие, существовали «брачные связи, поскольку каждый из них женился на сестре другого». Вызванные, по-видимому, необходимостью совместной защиты от азиатских кочевников, эти сариро-аланские «брачные связи» интересны в аспекте истории Хунзаха. Они говорят о высоком общественном статусе хунзахских принцесс X века. Ведь их супругами были цари, которые, с точки зрения культурных мусульман Востока, были могущественными и вели твердую политику «среди царей». Жизнь заставляла сарирцев и ту часть хазар, которая постоянно проживала по соседству с ними, переходить к мирным отношениям. Так, по сообщению ал-Истахри и Ибн Хаукаля, в двух фарсахах, то есть примерно в 12 км от «пределов» Сарира, в конце первой половины X века располагался хазарский город Семендер. Примерно к 951 году, как пишут названные авторы, между семендерцами, во главе которых стоял тогда князь иудейского вероисповедания, «и между владыкой Сарира существовало перемирие».
У ал-Истахри и Ибн Хаукаля имеется информация о государстве с центром в Хунзахе, отражающая перемены, произошедшие примерно к 951 году. Они заключаются, прежде всего, в том, что в Сарире (это является, кстати, названием «государства», а не группы людей) уже почти все население, а не только элита — христиане. Во внешнеполитическом аспекте важнейшей переменой объявляется то, что «между Сариром и мусульманами существует перемирие». Последнее обстоятельство, то есть заключение перемирия, произошло, видимо, не вследствие военных успехов мусульман, ибо, как видно из текстов, последние из них закончились в конце IX века. Главная причина «перемирия» Сарира с мусульманами кроется, скорее всего, в возрастании экономического значения мусульманского Дербента на Северо-Восточном Кавказе при ослаблении его военного могущества, а также в обострении сарир-ско-хазарских отношений из-за равнины и предгорий. Таким образом, в середине X в. населенный христианами Хунзах — столица Сарира и место хранения золотого трона — находился в длительном «перемирии» с самым передовым тогда в культурном и технологическом отношениях мусульманским миром, а также с той частью иудеев-хазар, которая обосновывалась в предгорьях Северо-Восточного Кавказа. Во время ал-Истахри, то есть примерно к 951 году, Сарир со столицей в Хунзахе признавался на мусульманском Востоке одним из видных государств Кавказа и Восточной Европы.
В 965 году великий князь Светослав Храбрый громит Хазарский каганат, после чего был разрушен и Семендер. Это событие, как отмечал академик В. В. Бартольд, оказалось полезным для алан, которые смогли теперь расселиться далеко на востоке и северо-востоке. Текст географического сочинения «Худуд ал-Алам» (982/83 г.) позволяет думать, что данные замечания касаются и Сарира. О нём сказано: «запад» Сарира — «пределы Рума», то есть Византийской империи, «его север — Аллан», то есть Алания, а далее сообщается, что Сарир — «область, имеющая очень много богатств, горная и степная». По-видимому, владыки, сидевшие на золотом троне в горном Хунзахе, подобно своим западным соседям-аланам, воспользовались разгромом Хазарии и вновь распространили свою власть на необходимые горским скотоводам равнинные и предгорные земли к югу от Терека. Что же касается равнинной части Северо-Восточного Кавказа, то после 966 года там опять устанавливается сарирская власть.
Анонимный автор X века прямо свидетельствовал о значительности территории Сарира: «Серир — это область с очень большими богатствами, горная и степная… Хандан — город, где живут военачальники… царя».

##### Возобновление войн против Ширвана и Дербента
С начала второй половины X века в условиях полного распада мусульманской империи Аббасидов и захвата Багдада Бундами (945 г.) христианские владыки, сидящие в горном Хунзахе, и их подданные начинают активно вмешиваться в военно-политическую жизнь мусульман Кавказа. Так, в «Истории Шаддадидов» имеются сведения, что между 966/67 гг. и 969/70 гг. примерно 400 конных воинов, которых известный английский востоковед В. Ф. Минорский считает сарирцами, предпринимали совместно с одной из групп закавказского населения нападения на окрестности Гянджи. В конце концов, однако, они были разбиты гянджинскими мусульманами.
В 968/69 годах, в ходе борьбы между правителями Дербента и Ширвана, эмир дербентский Ахмад ибн Абдулмалик, согласно тексту «Истории Ширвана и ал-Баба», собрал большое войско «главным образом из Сарира» и напал на ширванский город Шабран. Шабран был взят «приступом» и сожжен, причем из города и «окрестностей» эмир Ахмад и его воины вывезли «несметную добычу». Ниже, однако, источник сообщает, что, возвращаясь домой, победители разделились на две колонны. При этом «сарирцы вступили» в Дербент «на один день раньше эмира» Ахмада, его дружины и остальной части войска. Дербентцы, у которых были сильны газаватские традиции «священной» войны с «неверными», по-видимому, с болью в душе встретили вступление в их город победоносных христиан-сарирцев, убивших и ограбивших перед этим значительное количество их единоверцев — ширванских мусульман. Как указано в названной «Истории», в Дербенте «начались беспорядки». Сто сарирских начальников (среди них, несомненно, были хунзахцы или люди хунзахского, «столичного» происхождения) «было убито, и добыча, которую они захватили в Ширване, была разграблена». Хотя такой поступок с точки зрения тех мусульман был совершенно справедливым, он вызвал в сердцах сарирцев чувство мести по отношению к народу Дербента. Зимой 971 года к Дербенту подошло сарирское войско и около городских ворот, известных ныне как Кирхлярские, произошла битва «между дербентцами и сарирцами», в которой «мусульмане потерпели поражение. Около „тысячи дербентцев“ и исламских фанатиков, прибывших из других мест, „стали мучениками“ за веру.
Самое раннее событие XI века, в связи с которым в источниках упоминается Сарир, датировано 1021 годом. Дело в том, что в ходе распрей, проходивших среди восточнокавказских мусульман, из Дербента был изгнан в 1019 году эмир Мансур ибн Маймун, а город был передан под управление ширваншаха Язид ибн Ахмад, который, по сообщению „Истории Ширвана и ал-Баба“, разместил там „гарнизон из своих войск“. Изгнанному Мансуру ибн Маймуну решил, однако, оказать помощь властитель Сарира. Жители Дербента также склонились на сторону названного эмира. В результате поддержки сарирцев и использования позиций дербентцев эмир Мансур ибн Маймун „вступил“ в Дербент в 1021 году и „отнял крепость у ширванцев“. Через четыре года, в 1025 году, змир Мансур ибн Маймун женился на дочери царя Сарира Бохт-йишо II, которую звали, кажется, Сария. Этот дербентский эмир — хунзахский зять — правил, кстати, до своей кончины в 1034 году.
В 1032 году было заключено соглашение между Хунзахом и аланами, которые выступили под руководством своих правителей, вместе с русами, по-видимому, тмутараканскими. Союзники напали на Ширван и взяли силой его столицу Язидию, располагавшуюся неподалёку от современной Шемахи. В столице и „в других местах“ Ширвана, воины, пришедшие с севера, перебили „свыше 10 тысяч человек и оставались в стране 10 дней, копая землю и извлекая деньги и имущество, которое жители там спрятали. Когда их руки наполнились мусульманским добром, они направились в свою страну“. Войско, состоявшее из аварцев, алан и русов, возвращаясь домой через земли принадлежащие Дербентскому эмирату, решило сделать это не через низменность, а через горы. Однако, едва северяне дошли до Хучни, как были атакованы разгневанными мусульманами Дербента и прилегающих земель. Мусульманские войска во главе с дербентским эмиром Мансуром ибн Маймуном, „заняв теснины и дороги“, напали на аваро-алано-русское войско и „убили многих из них: это была резня, о подобной которой никогда не упоминалось“. Из „Истории Ширвана и ал-Баба“, становиться известно, что мусульмане „предали их мечу, так что спаслись немногие. Они отняли у них всю военную добычу, живую и неодушевленную, которую те захватили в Ширване“.

Серир в XI веке

Скорее всего именно эта совместная с русскими битва аварцев против мусульман, произошедшая в 1032 году, относительно недалеко от Дербента, отложилась в памяти хунзахцев и сохранилась в форме устного предания до XVIII века, когда оно было записано по-арабски и стало составной частью „Тарих Дагестан“. Это предание гласит о совместной борьбе горцев и русских против прибывших арабов-мусульман, которая происходила неподалёку от Дербента, судя по контексту, в пределах XI—XII веков и закончилась победой мусульман: „Когда Дагестан узнал“ о прибытии мусульманского войска, „войска его проклятых неверных и армии Уруса, заключив соглашение о пребывании вместе и в радости и в горе, собрались около города, именуемого Чор, с намерением оказать сопротивление Исламу, броситься вперед и нанести вред армиям мусульман“.
Газии из числа потомков дядей Пророка — Хамзы и Аббаса, а именно — эмир Чубан ибн Алибек, а также шейхи Абу-Муслим, Абдулмуслим, Ахмад, Абдулла и Масумбек начали свершение своих походов. Первым пало владение Кайтак(Шандан) в 1040 году. Чубан стал первым уцмием в Кайтаге.. С эмирами неверующих вилайата Гумук он заключил договор.
Летом 1055 года „благодаря посредничеству владетеля Сарира“ и при участии жителей Хунзаха дербентцы „ввели в пограничную область“ Дербента ранее изгнанного местной знатью эмира Мансура ибн Абдулмалика. Отметим, что этот эмир Мансур был внуком эмира Мансура ибн Маймуна (ум. в 1034 г.), чья жена была дочерью правителя Сарира Бохт-йишо II. Возможно, в этой поддержке, оказанной эмиру Майсуру владетелем, пребывавшим в Хунзахе, следует видеть продолжение политической линии, которая была создана при его деде. В связи с нападениями врагов ширваншах Фарибурз ибн Саллар летом 1063 году „послал своего сына Афридуна“ в сопровождении курда Ануширвана ибн Лашкари в Сарир. Он должен был „просить помощи у сарирского правителя, который был его дедом“ по линии матери, против закавказских, аррапских мусульман. Проведя в горах три месяца, воочию ознакомившись с прелестями неприступного Хунзахского плато, посол ширваншаха, однако, „ничего не получил“ от своего деда и в связи с наступлением холодов и предстоящим выпадением снега „вернулся домой“. Для нас интересным является тот факт, что в XI веке самые могучие мусульманские правители Закавказья досельджукского времени считались с военной силой правителей, сидевших в Хунзахе, и вступали в брачные связи со знатными хунзахскими девушками.
В начале 60-х годов XI века в Дербенте продолжалась междоусобная борьба. В ходе её произошла перегруппировка внутренних сил — в 1064 году „народ“ перешел от местной знати к эмиру Мансуру ибн Абдулмалику, опиравшийся ранее на дружину. Знать сумела, однако, привлечь на свою сторону владыку, сидевшего в Хунзахе. И вот в 1064 году, когда горные дороги очистились от снега и выросла трава для выпаса коней, как сказано в „Истории Ширвана и ал-Баба“, правитель Сарира „по подстрекательству“ названной знати „собрал большое скопище“ немусульман, по-видимому, горцев „и различных тюрков“, кочевавших в степях Северного Кавказа. Всего более 4 тыс. конных воинов. Двинувшись с ними к Дербенту, он расположился там лагерем. Затем правитель Сарира послал к городу свое войско во главе с командирами, носившими кочевнический, употреблявшийся и аварами титул тархан, а также христианский, византийский титул батрак— „патриций“. Отряд этого войска внезапно подошел к Кирхлярским воротам Дербента и угнал стадо, которое паслось перед ними. Среди горожан поднялся крик и раздались призывы к оружию. За крепостные ворота, которые назывались тогда воротами Священной войны, вышел эмир Мансур ибн Абдулмалик примерно с 200 конными и пешими воинами. При первом сближении враждебных сторон стычки не произошло, но тут к дербентским мусульманам присоединилось около сотни табасаранцев, и тогда сарирский отряд был атакован. Согласно „Истории Ширвана и ал-Баба“, захваченное ранее стадо дербентцы и их союзники, совершив атаку, отбили. Сарирцы в конце концов были отогнаны от стен Дербента и „разбитые вернулись к своему господину — владетелю Сарира“. После этого, несмотря на моральную поддержку со стороны дербентской знати, представители которой дошли до того, что во время стычки подстрекали врага, благодаря „божьей помощи владетель Сарира должен был с позором отступить“ от Дербента.
Весной 1065 года один из главарей дербентской знати Муфарридж ибн Музафар в связи с нашествием южан-ширванцев „уехал в Сарир и нашел убежище у его владельца“, как говорится в тексте „Истории Ширвана и ал-Баба“. Затем вместе с правителем Сарира Муфаррндж двинулся на земли, лежащие в округе Дербента, где в присутствии главы сарирцев дербентская знать в мае того же 1065 года признала своим эмиром несовершеннолетнего Абдулмалика ибн Лашкари. В том же 1065 году Муфарридж вместе с одним из родственников правителя Ширвана и знатными уркарахцами отправился в округ Маскут, расположенный к югу от р. Самур, для сбора повинностей с местного населения. По сообщению „Истории Ширвана и ал-Бяба“, Муфарридж после недолгого пребывания в Маскуте, почувствовав там противодействие представителей ширваншаха, „обратился за помощью к своему тестю — владетелю Сарира“, которого звали Току сын Фируджы. Последний, как сказано в источнике, „прибыл лично и помог ему“. При поддержке явившегося из горного Хунзаха Току Муфарридж Дербентский прогнал ширванцев из Маскута, и от завоевания названного округа „дела его процвели“. Этот дербентец разослал тогда своих сборщиков податей по селениям Маскута, а сам тем временем „вместе с властителем Сарира“ и его состоящим из немусульман войском отправился к городу Шабран. Целью Муфарриджа было завоевание его. Однако горожане и профессиональные воины Ширванского государства дали знатному дербентцу и его горским союзникам отпор. В этой стычке отряд Муфарриджа был разбит, в „ряды сарирцев“ было внесено смятение и ширванцы даже захватили их тяжелый обоз. Сам же Муфарридж был при этом захвачен в плен и „вместе с толпой дербентцев и сарирцев“, в цепях доставлен к ширваншаху Фарибурзу ибн Саллару.
В следующем 1066 году, как гласит „История Ширвана и ал-Баба“, в ходе проходивших в Дербенте смут, город временами переходил в руки ширваншаха, а временами в руки дербентской знати и её вождя Муфарриджа ибн Музаффара, которого поддерживал его тесть Току сын Фируджы — правитель Сарира. После упоминания о событиях 1066 года сведения о горском государстве с центром в Хунзахе исчезают со страниц „Истории Ширвана и ал-Баба“, составленной около 1106 года, в которой последние приводимые события датированы 1075 годом. Информация об истории Хунзаха конца XI века, когда Закавказье находилось под властью великой Сельджукской империи, и более позднего времени имеется, однако, в „Тарих Дагестан“ и в местном, правда, более позднем историческом сочинении, условно названном „Хунзах наме“. В „Тарих Дагестан“ говорится, например, что предпоследним доисламским правителем Аварии был носивший старинное арабское имя князь Суракат. Конкретно в „Тарихи“ выдается его родословная „сын Сиртана, сына Урусхана, сына Уммахана, сына Фирудшаха“. Обращает внимание на себя схожесть имён — Фирудшах и имя отца Току — Фируджа.
В „Истории Ширвана и ал-Баба“ упоминаются „гумикские неверные“, в связи с событиями 1066 года и курдский историк Масуд ибн Намдар в конце XI века сообщает о том, что жителей владения Гумик, ширваншах Фарибурз ибн Саллар, пытался обратить в ислам и подчинить. Лишь в местных исторических хрониках используется не только наименование Г̣умик̣, но и К̣умук̣ и оно понимается как столица, так и как государственная единицa. Из достоверных источников XI—XII веков, становится известно, что мусульмане из Ширвана, захватили населенный „неверными“ христианами Кумух в начале второй половины XI века (в одной из поэм, посвященных Фарибурзу, есть строки: „Разве отряд войска Вашего не совершил набег и Гумиком не овладел врасплох?“), а ислам его жители приняли лишь в последние годы этого века. Чубан Кайтагский принял участие в этом газийском походе, как сказано в „Истории Маза“: „Через небольшой промежуток времени, однако, он тайно“ обманом покорил город Кумук и его вилайат после того, как заключил договор с кумукскими эмирами, ибо война — обман. В „списке Ж“ сказано, что договор нарушили кумухские неверующие. В нём он поставил эмиром человека из потомства Аббаса, имя которому Шамхал, по имени его деда», по другой версии Шамхал был, как и Чубан, из потомства Хамзы. Именно в это время, считает Р. М. Магомедов, Гумик отпадает от Сарира и превращается в отдельную политическую единицу и более того, включает в свой состав владение Туман, которое по мнению того же Магомедова, являлось населенным лакцами.
Приведенные факты дают основания предполагать, что Суракат правил Аварией, скорее всего в конце XI века. Отметим здесь, что согласно «Истории села Аргвани» названный Суракат правил в промежутке 1038/39 и 1247/48 годов.
Сарир начал распадаться вследствие противостояния и внутренних войн между жителями христианами, иудеями, язычниками (поклоняющиеся «мокрой голове») и мусульманами. От Сарира откалываются его западные земли (современные Ботлихский, Цумадинский и Ахвахский районы), которые образуются в Андийское владение. По данным Е. М. Шиллинга «вся территория по левому берегу Андийского Койсу рассматривается как принадлежащая Жъугьутӏхану (дословно „Еврейский хан“), а правобережные земли — Суракату Аварскому». М.А. Агларов отмечает, что это предание носит название «О 1000 всадниках на белых конях, войске ДжугьутI-хана». «Согласно историческим преданиям андийского долинного селения Муни, — пишет М.А. Агларов, — здесь некогда существовало обширное государство, во главе которого стоял Жъугьут-хан. Его земли простирались в горах до Хунзахского плато, в плоскости ниже по течению Дангъиза (Андийское Койсу) и до Харачоя. Верхнеандийские села тогда подчинялись Жъугьут-хану. Он мог собрать войско в 1000 всадников на белых конях. Башня, что ныне высится напротив села, построена также Жъугьут-ханом». Возможно что еврейская знать, бежавшая из Хазарии после её разгрома, поселилась в Серире, а после её распада утвердила за собой западный Серир.
В 1173 году объединённые силы алан, русов-бродников, половцев, аварцев и дербентского эмира Бек-Барса в очередной раз напали на Ширван, когда там правил Ахситан I. Русы на 73 судах атаковали Баку. На помощь Ахситану пришли его двоюродные братья — царь Грузии и император Византии и помогли ему отбить нападение.

#### Исламизация Нуцальства
При Суракате установился порядок престолонаследия, согласно которому на троне никто не имел право восседать, кроме его наследников по мужской и женской линии. В случае прекращения рода, престол должен был наследовать кто-то из русских, грузин или армян. То что кто-то из русских это понятно, если версия о том, что по происхождению он был действительно русским. Но насчёт армян и грузин, это для исследователей остаётся загадкой. В родословной аварских нуцалов в исторической хронике Мухаммеда Рафи «Тарихи Дагестан» сказано: «Султаны Авара, которые из рода султанов урус… этот владыка получал доходы с зависимых владык, владений, земель и жителей всего Дагестана, от вилайата Чаркас до города Шамах».
Суракат стал главным врагом для шейха Ахмада. Ахмаду удалось изгнать Сураката из Нуцальства. В историческом сочинении «Тарихи Аргвани», составленном в XVIII веке, упоминается что газии во главе с Абу Муслимом, в начале атаковали Гелбах, который являлся одной из столиц Сарира, «вступили в схватку с братом Сураката», «убили его, разрушили резиденцию его, сожгли укрепления его». Источник указывает, что всё это и процесс исламизации этого региона, произошло в 645 году по хиджре (1247—1248 гг.). Ссылаясь на этот же источник, А. Р. Шихсаидов и А. Е. Криштопа датируют взятие газиями Хунзаха — 1256 годом. Согласно же другому источнику условно именуемым, как «Хунзах-наме», Суракату удалось в первой битве нанести поражение газиям, в битве у реки Тобот, там где сейчас аул Арани, но затем пришлось отступить, в ввиду того, что Абу Муслим собрал вторую армию ещё в два раза больше, чем первую, предположительно в 654 году по хиджре (1256—1257 гг.). К тому моменту (ок. 1255 г. н. э.), Суракат, как считается, умер и нуцалом был уже его сын Байсар. Далее, согласно этому же источнику, вход в Хунзах Абу Муслиму, открыли жители некоего квартала Самилал, после чего, столица Аварии была разрушена, сожжена и разграблена, а жители были либо убиты, либо пленены, либо обращены в Ислам.. Что интересно, самые ранние надписи в Хунзахе на арабском были найдены именно в квартале Самилах и по почерку куфи были отнесены им к ХII-XIII векам. Отсюда можно предположить, что именно это и повлияло на решение самилахцев открыть врата Хунзаха для газиев. Опять-таки, согласно преданиям Хунзаха, первыми ислам приняли самилахцы и первая мечеть появилась именно в их квартале городища. После этого предательства их якобы прозвали унизительным Хамилал (авар. Х1амилал) — «ослиными [детьми?]». Согласно «Тарихи Дагестана», после бегства Байара в Тушетию, в Хунзахе стал править Майсумбек, потомок шейха Ахмада, потомка Хамзы, а шейх Абумуслим стал Имамом Аваристана, руководителем пятничной молитвы и третейским судьей — хакимом.
Согласно «Хунзах-наме», шейх Абу-Муслим — главный предводитель мусульман из всех на тот момент, жил зимой в Тарках, а летом в Гази-Кумухе. По «Истории селения Аргвани», наравне с Абу-Муслимом был Абдул-Муслим, который в скором времени скончался, а Абу-Муслим спустя 30 лет, будучи Имамом Аваристана. Войско Абу-Муслима состояло не только из жителей области Гази-Кумух, но и из аварцев и прочих. Возможно они не встретили особого сопротивления со стороны нуцальства, из-за появившегося раскола, связи со смертью Сураката и разгоревшейся после этого борьбы за трон. После того, как Абу Муслим разослал в каждый аварский аул по исламскому учёному, он решил вернуться в Гази-Кумух, однако поделился с наибом со своими подозрениями: «Смотри, не доверяй им. Я подозреваю, что их вера в Аллаха не безусловная, не полная, а напротив — перемешанная с сомнениями и лицемерием. Будь бдительным!». И действительно, аварцы в скором времени раскаялись, в том, что отказались от веры своих предков. Согласно тому же «Хунзах-наме», было тяжело принять новые предписания и запреты на то, к чему население привыкло за несколько столетий. Сын Сураката, Байар, пытался вернуть трон, но получил отпор от Арабов. Лишь только его сын, которого «Тарихи Дагестана» именует Амир-Султаном, уже в пожилом возрасте вернул трон предков, благодаря Монголам. Согласно же «Хунзах-наме», его сына звали Андуник, но, возможно, это его христианское имя, и он его позже сменит на мусульманское, и он через некоторое время после падения Хунзаха, собрал войска, начиная от Цумтал и до Аришти, и подошел к Хунзаху ночью, где в это время правил наиб Амир-Ахмад. Далее, опираясь на «Тарихи Дагестана», Амир-Султан атаковав Хунзах с севера, заставил покинуть Абу-Муслима столицу Аварии, в результате чего, город был взят, Амир-Ахмад был убит и обезглавлен, а его голова была выставлена на обозрение.. Согласно устной традиции, аварцы убили Амир-Ахмада в местности Карчик в 4 км от села Батлаич, а затем похоронили на окраине Хунзаха, в местности под названием «Самилазул хіор» (авар. — «Озеро самилахцев»).
Согласно «Тарихи Аргвани», правление газиев в Хунзахе длилось около 30 лет, примерно с 1250-х по 1280-е годы. Опираясь на вышеуказанные даты, Нуцальство вернулось к христианству около 1286 года. Реставрация христианства, вероятно, совпала с концом правления в Грузии царя Деметре II, ко времени которого источники относят успешную деятельность грузинских миссионеров. Однако на этом война не закончилась, согласно «Тарихи Дагестана», Амир-Султану пришлось ещё 14 лет, по другой версии 24 лет, воевать против соседей мусульман. Нуцальство было взято, как бы, в блокаду, в том числе и экономическую, в конце концов был заключен мир, разрешением распространения ислама в Нуцальстве. Причем следует считать, что это произошло за долго до 1319 года, которым датируется «Тарихи-Дагестана». Убедительнее будет выглядит при условии что война длилась 24 года, то есть до 1300—1310-х гг., так как, в это же время, точнее в 1306 году, был исламизирован и Зирихгеран. В «Хунзах-наме» сообщается, что условием мира между Абу-Муслимом, с одной стороны, и Нуцальством, с другой стороны, стало принятие нуцалом ислама с сохранением власти в руках нуцала.
В борьбе с газиями, захватившими Хунзах, внук Сураката — Амир-Султан опирался на военную поддержку населения от верхнего течения Анди-ор Цунты до Аришти (аварский вариант этнонима «Орстхой» (чеченское племя)). В итоге ему удалось отвоевать центральный Сарир, а в конце XIII века престол правителя занял Амир-Султан, хотя в начале XIV века жители центральной Аварии в массе своей приняли Ислам.
Абумуслим, согласно «Хунзах-наме», после введения Ислама на территории центральной части Аварии, начал миссионерскую деятельность в юго-западной части Аварии, а именно в Ункратле (ныне часть Цумадинский район). Здесь он заболел, согласно этому источнику, после чего со своим газийским отрядом вернулся в Хунзах, где его и похоронили. Также в Хунзахе находится могила газийского правителя Хунзаха — Амир-Ахмада, почитаемая жителями как святыня. Достоверность сведений исламизации Аварии Абумуслимом, несмотря на скепсис некоторых исследователей, свидетельствует поэт Бадр-Ширвани, который, восхваляя деятельность ширваншаха Халилуллаха, писал: «Подобен [ты] Абумуслиму, чья сила власти установила трон свой в Аваре». Принятие Ислама, в качестве государственной религии в Ильханате, а затем в Золотой Орде, 1295 году и 1312 году соответственно, не могло не повлиять на Восточный Кавказ.
К 1310-м годам скорее всего элита Нуцальства приняла Ислам, а исламизация населения всей Аварии, видимо, затянулась ещё надолго. Это объясняет наличие в Хунзахе и в близлежащих селах целого ряда материальных памятников христианства XIII—XIV вв., также упоминание в грузинском источнике 1310 года епископа Анцуха (примерно соответствует тляратинскому району) и христианских «храмов хундзов». Согласно источнику 1319 года, «Тарих Дагистан», правители нуцальства, к моменту написания источника, уже приняли ислам. Окончательное принятие ислама всем Хунзахом и его окрестностей имело место быть в 1360-е годы. Произошла она хотя и в результате определённого влияния со стороны, но все же без насильственного насаждения. В 1365 году представители нуцальской фамилии во главе с Дахду (в надписи 1365 году — Дадхъуи), настроенные оппозиционно по отношению к усиливавшейся мусульманской элите Хунзаха, вынуждены были покинуть дом и уйти в регион Андалал, где ими было основано село Ругуджа.
В «Тарих Дагестан» сообщается, что к 1318—1319 гг. хунзахцы и их правители были уже мусульманами. Они приняли ислам через 24 года после убийства эмира Ахмада. В последующий период аварские нуцалы под флагом «борьбы за веру» стремились расширить границы своего владения и вели наступления в первую очередь на соседние языческие аварские и андо-цезские союзы сельских общин, которые упорно отстаивали свою независимость.
По другим версиям Суракат и Абу Муслим жили и действовали намного раннее. В записке русского офицера Хрисанфа, посетившего Хунзах в 1828 году с дипломатической миссией, сообщается, что «в этом городе» ислам распространил в 790—791 году н. э. Абдулмуслим «силой оружия князя» Хамзата. В заключение здесь можно упомянуть и то, что говорит об отношении Абумуслима к Хунзаху арабоязычная «История Абумуслима», созданная в Лезгистане. Согласно ей знаменитый политический деятель VIII веке Абдуррахман Хорасани, известный в истории как Абумуслим, был со своими войсками в Южном Дагестане, где занимался распространением ислама. Его дело продолжали там его же сыновья и внуки. Одна из ветвей потомства Абумуслима переселилась затем в Кумух, а другая — в Авар, то есть в Хунзах. Гаджи-али Нахибаши из села Чох пишет, что Абу-Муслим распространял Ислам силой оружия в 200 году по хиджре, то есть в 815 году н. э..
Так, согласно Бакиханову, Абу Муслим жил в V веке по хиджре, то есть между 1009 и 1107 годами. Из достоверных источников XI—XII вв., становится известно, что мусульмане из Ширвана, захватили населенный «неверными» христианами Кумух в начале второй половины XI века (в одной из поэм, посвященных Фарибурзу, есть строки: «Разве отряд войска Вашего не совершил набег и Гумиком не овладел врасплох?»), а ислам его жители приняли лишь в последние годы этого века. Приведенные факты дают основания предполагать, что Суракат правил Аварией, скорее всего в конце XI века. Согласно общей информации «Истории села Аргвани», названный Суракат, правил в промежутке между 1038—1039 и 1247—1248 годами. Прибытие мусульман на Хунзахское плато можно примерно датировать XI—XII веками. В Хунзахе найдены две арабские надписи на местном камне исламского содержания, которые по почерку можно отнести к XI—XII векам. Всё это позволяет предполагать, что правление Байара в Аварии имело место на рубеже XI и XII веков. В одном из грузинских текстов начала XIV века упоминается «католикос хундзов» по имени Окропири. Все эти факты подтверждают, что хунзахцы, отошедшие от ислама в XII веке, ещё в начале XIV века оставались христианами.
Знаменитый мусульманский ученый Якут аль-Хамави, который использовал при составлении своего географического словаря более ранние источники, пишет, что грузины — христиане и горцы и что «они проживали», до реконкисты Тбилиси от мусульман в 1121 году, «в горах Кабк и стране Сарир». Данное указание можно принять буквально, в связи с тем, что в Сулакском бассейне, особенно на Хунзахском плато и в горной Ингушетии найдено значительное число христианских надписей на грузинском языке. Более вероятной представляется следующая интерпретация: в процессе ликвидации эмирата в Тбилиси, принимали участие наряду с собственно грузинами и другие христианские народы, обитавшие в горах Кавказа, в том числе и аварцы; это толкование в определённой мере подтверждается грузинским источником «Картлис Цховреба», где говорится, что царя Давида IV поддерживали леки. Текст Якута даёт основания допускать, что после этих событий, часть населения «страны Сарир» выселилась в Восточную Грузию и вошла в состав грузинского народа.

#### Нуцальство в эпоху Татар и Золотой Орды
В 1239—1240 годы произошло вторжение монголо-татар на территорию Дагестана. По сообщению европейского путешественника Плано Карпини, в числе народов, покорённых монголами в XIII веке, перечисляются лишь кумухцы, аланы, тарки и черкесы. Арабские источники, оставившие ценные сведения о героической борьбе жителей селений Рича и Гумика и их союзников, не сообщают о дальнейшем маршруте монголо-татарских войск.
Мухаммед Рафи пишет о заключённом союзе между монголами и Аварами — «такой союз был основан на дружбе, согласии и братстве», — подкреплённом к тому же и узами династических браков. По мнению современного исследователя Мурада Магомедова, правители Золотой Орды способствовали расширению границ Аварии, возложив на неё роль сборщика дани с многочисленных покорённых на Кавказе народов: «Изначально установившиеся мирные взаимоотношения между монголами и Аварией могут быть связаны и с исторической памятью монголов. Они, очевидно, имели информацию о воинственном Аварском каганате, сложившемся в IV в. на древней территории Монголии… Возможно, сознание единства прародины двух народов и определило лояльное отношение монголов к аварам, которых они могли воспринять как древних соплеменников, оказавшихся на Кавказе задолго до них… С покровительством монголов, очевидно, следует связывать и отмеченное в источниках резкое расширение границ государства и развитие хозяйственной деятельности в Аварии… Об этом можно судить и из сообщений Хамдуллы Казвини, который отмечает о довольно обширных размерах Аварии в начале XIV в. (протяжённостью якобы в один месяц пути), объединявшей равнинные и горные районы».
Из «Тарихи Дагестана» известно, что отец будущего хана Саратана, в союзе с Татарами и Кайтагами разгромили Гази-Кумух: «Зеркало согласия между князьями Кумуха и Хайдака было разбито усилиями сатаны… Те из потомков князя — мучеников (Хамза), которые в продолжении этих беспокойств были живы из числа владетелей хайдакских, а именно Мухаммед-Хан, Амир-Хан и Амир Хамза нашли убежище у повелителей Аварии и обязались клятвой быть их союзниками… Тут произошли между ними и князьями кумухскими страшные войны и адские распри. Царь Аварский послал письмо и посланников, избранных из числа мудрых и красноречивых людей, к Султану Каутар-Шаху в страну турок, жители которой приняли ислам ещё во время Омара, сына Хаттаба, и предложили союз и дружбу, согласно законам соседства и на условиях взаимной помощи в войнах со своими врагами и недоброжелателями. Такой союз был основан с обеих сторон на дружбе, согласии и братстве. Каутар-Шах взял прекрасную дочь царя аварского в жены своему сыну Кей-Кобаду, а прелестную сестру последнего выдал за Саратана — сына царя аварского… Каутар-Шах тогда повел своих турок с востока, а Саратан с князьями хайдакскими направил войска аварские с запада против Кумуха, куда они прибыли во вторник первого рамазана в дни Наджмуддина». Далее: «Саратан и Каутар опустошили Кумух… и все князья Кумухские, происходящие от Хамзы, рассеялись по разным частям света».
Нет в этих источниках известий о пребывании завоевателей в Аварии. Однако грузинская хроника «Картлис Цховреба» рассказывает, что при грузинском царе Давиде (1223—1269) «предводитель монголов Ала Темур по Белоканской дороге вступил в Гундзети, царь гундзов (гундзи, хундзи) преградил ему путь, но монголы победили, прошли гундзскую страну и пришли к монгольскому хакану». Единственное сообщение о проникновении одного монгольского отряда в горный Сарир, сообщает грузинский средневековый источник Цховреба". В нём сообщается о «царе хундзов», то есть правителе Аварии, который в начале 1260-х гг. пытался помешать отряду Ала-Тимура, прорывавшемуся из улуса Хулагу в Золотую Орду, пройти из Белокан через Аварию на северокавказскую плоскость. Монгольский отряд под началом Ала-Темура из восточной Турции через Грузию прошел к реке Кура у Рустави. Они «прошли Камбечиани, Кахети, Эрети и повсюду с боями, и удалились по пути Белаканскому, вторглись в Хундзети, ибо противостоял им царь хундзский, но победили снова татары и победно вернулись к Берке каэну».
Магомедов А. Г. подтверждает эту версию. Он сообщает, что согласно свидетельству Рашид-ад-дина, осенью 1242 года монголы предприняли поход в Горный Дагестан. По всей видимости, они проникли туда через Грузию. Однако путь завоевателям преградили аварцы во главе с аварским ханом. Все попытки монголов покорить Горный Дагестан не имели успеха.
О том, что победоносная монгольская армия не покорила Аварию, пишет и известный кавказовед Л. И. Лавров. Подобное, очевидно, могло иметь место по причине промонгольской ориентации новых правителей Аварии — нуцалов. Для монголов, завоевавших огромные территории Азии и Европы, покорение Аварии, видимо, не являлось проблемой. Однако иметь с Аварией дружеские взаимоотношения, а возможно, и военный союз, было для монголов более предпочтительным решением проблемы.
Конечный пункт, где побывали монголо-татары при первом походе через Дагестан, это Андийское владение, где правили потомки еврейского хана. В пользу данного предположения говорят и предания, которые сохранились в этих местах. В частности, в одном из них говорится, что путь монголам преградили андийцы, и вблизи селения произошло кровопролитное сражение. Горцы, несмотря на проявленное мужество, были разбиты. Монголы, уходя, оставили здесь своего ставленника по имени Елук, с которым местные жители связывают строительство в этих местах крепости и укреплённых населённых пунктов Риквани и Ашали. Ныне в селе Гагатли сохранился род Елукилал, происхождение которого связывают с именем монгольского ставленника Елука.
С покровительством монголов, очевидно, следует связывать и отмечаемое в источниках резкое расширение границ государства и развитие хозяйственной деятельности в Аварии. В одном из подобных источников монгольской эпохи отмечается: «Знайте, что Дагестан — прекрасная страна, благословенная для своих обитателей, грозная для других и изобилующая богатствами, благодаря справедливости народа. В этой стране много городов, много владений и три земли: Авар, Сахль и Зирихгеран… Во владении аварском, иначе называется Танус, это есть самое могущественное из дагестанских владений… жил государь… имя его было Суракат».
Золотоордынские ханы, желая привязать к себе труднодоступные земли Аварии и этим обеспечить контроль над значительной частью Восточного Кавказа, возможно, и передали под власть правителей последнего обширные равнинные и предгорные территории на Северо-Восточном Кавказе. Об этом можно судить и из сообщений Хамдуллы Казвини, который отмечает о довольно обширных размерах Аварии в начале XIV в. (протяжённостью якобы в один месяц пути), объединявшей равнинные и горные районы. Крупным политическим образованием, включившим в свой состав даже Табасаран, считал Аварию и поэт Бадр Ширвани. Об этом пишет и Хамдулла Казвини, который отмечает, что «табасаранцы всегда в составе Авара». Из всего сказанного следует, что аварские правители при поддержке Золотой Орды распространили свою власть на стратегически важные для монголов территории, которые с гор контролировать было легче, чем с равнины.
В иранском географическом сочинении XIII века указывалось, что «Сарир — это область между Абхазом, Кипчаком, Ширваном и Дербентом: область большая, очень возделанная, труднодоступная, с большим количеством населения», при этом властитель Сарира был назван падишахом (то есть царем царей) древнего рода".
Интересные данные о аварском государстве сообщает сирийский историк и географ Абу-ль-Фида (1273—1331 гг.): «К востоку от Матрахи течет река ал-Ганам, которая пересекает страну ас-Сарир. Главный город [страны] ас-Сарир стоит на горе, прилегающей к Горе языков. Река ал-Ганам большая, зимой она замерзает, и вьючные животные переправляются через неё. Она впадает в море ал-Хазар…». Реку ал-Ганам (араб. — «Баранья река») В. Ф. Минорский отождествляет с Сулаком. Очевидно Сулак являлась внутренней водной артерией аварского государства. На выходе Сулака из горных ущелий на прикаспийскую равнину, располагалась северная столица Сарира — древний город Гелбах. Он часто служил первым форпостом Сарира, откуда влияние аварского государства распространялось на северные равнины, занятые большей частью хуторами населения Сарира, а также принимал зачастую первый удар иноземных армий. К примеру, арабские газии сначала одолевают брата нуцала Сураката — Кахру, имевшего резиденцию в Гелбахе, и только потом Хунзах.
Определённые связи правителей, сидевших в Хунзахе, с ордынской верхушкой, имели место во второй половине XIV века (скорее всего это конец 50-х—начало 80-х годов). Ещё в начале XVIII века в архиве аварских ханов хранилась грамота от имени «татарского» князя «Бахти», происходившего, видимо, из Заволжской Орды, который «в XIV столетии» с войском пришел оттуда, «Астрахань, Булгар, Казань и прочие под себя подобрал, также и далее в Россию вступил и многие места разорил». Опираясь на свое родовое предание, так как текст грамоты, видимо, из-за особенностей почерка было «некому прочесть», Уммахан-нуцал Аварский сообщал русским офицерам по поводу названного документа, что «авары» — подданные его предка «бунтовались» против последнего и «его из владения своего выгнали». Изгнанный из Хунзаха предок Уммахана отправился в Орду и, получив там «несколько войска в помощь», возвратился в горы, в Аварию, «подданных своих смирил и успокоил. Он, таким образом, над аварами укрепился, а письмо укрепительное, которое он из Орды с собой принёс и „ее, содержано было во охранении при их фамилии и ныне ещё в его“, то есть Умма-хана, в „охранении“.
Аварскому ханству в это время подчинялись и платили дань все народы начиная от вилаята Черкас и до города Шемахи. В тексте поэмы уже упомянутого Бадра-Ширвани, сказано: „табасаранцы всегда в составе Сарира — Авара“. Дело здесь, видимо, в том, что после разгрома Кумуха в 1318/19 году и последующей мусульманизации Хунзаха Аварское государство при поддержке золотоордынских татар распространило свою власть на стратегически важные для последних населенные мусульманами территории, которые сверху, с гор, было контролировать гораздо легче, чем с равнины. О связях хунзахцев с Золотой Ордой на рубеже XIV—XV вв. говорят памятные записи из архива Султангази-гирея, доступные лишь в русском переложении XIX века. В одной из них сказано, что „в Орде“ в 1399/400 году „находились Джай“, что означает в переводе с чеченского „хунзахцы“.

#### Нашествие Тамерлана и его последствия

Хунзахское ханство во второй половине XIV века

К концу ХIV — началу XV века. пределы Аварского нуцальства, согласно местному письменному источнику, были следующими. Это земли от реки Аварское койсу („река гидатлинцев“) до вершин андийских гор, а также верховья реки Шаро-Аргун („киялал“), Андийского койсу („Ункратль“) и „других горцев живущих вплоть до Галгая“, то есть Ингушетии, причем упоминаются и шатойцы („шубут“). Указанный источник гласит: „Амиру хунзахцев (хунз) он отдал людей, живущих между рекой гидатлинцев (гьид) и горой андийцев (гіандал), тех киялальцев (киталал), которые обитают позади Шибутцев (ахл Шубут), Ункратль и горцев, живущих вплоть до Галгая (Гулга)“. Согласно вышеприведенному источнику, раздел производился одним из завоевателей, имя которого не указано в источнике (возможно, Тимуром?). По источнику, амиру хунзахцев подчинялось население, проживавшее на территории между средним течением Аварское койсу и горной Ингушетией (в источнике Гъалгъа). Согласно М. Атаеву, „Завещание Андуник-нуцала“ и „Компиляция Гебека“ подтверждают вышеуказанные границы.
В 1395 году знаменитый Тамерлан, враг Тохтамыша и его союзников, в том числе дагестанцев, которые ошутили на себе всю обрушившуюся мощь армии Турана. Первыми пали Дербент, Табасаран и особенно Кайтаг. Далее пошли даргинские села. Cледует обратить внимание на памятные записи из сел. Муги, расположенного на ответвлении „Лекетской дороги“, которая идет из Внутреннего Дагестана в сторону Дербента: Дербент—Великент—Башлы—Ура-хи—Муги и далее — в глубь гор. В одной из них сказано, что в 1395 г. Тимур „разрушил селения“ Мемуги и Муги, после чего их жители убежали „в местность, что между Казикумухом и Аваром“, туда, где сейчас стоит сел. Мегеб3. В другой мугинской записи указано, что в 1395 году Тимур „со своей громадной силой“ напал на селения округа Дарго и разрушил Муги. Далее в этой записи говорится, что в самый критический момент „пришла к нам“, то есть даргинцам, „помощь из вокруг лежащих селений из Авара и Кумуха, и мы освободились от того великого несчастья“. Все приведенные факты создают следующую картину событий 1395 года: в ходе избиения кайтагов и разгрома их земель част;» армии Тимура проникла по «Лекетской дороге» в горы до сел. Муги и разрушила его, но дальше она продвинуться не смогла, ибо её отбили горцы, сконцентрировавшиеся вокруг хунзахцев и кумухцев.
Далее после Симсира Тамерлан обрушился на кумыков. Оросив кровью их земли, он направился в горы. Пройдясь по предгорным районам и покорив местные народы, Тимур двинулся в Аварию, которая оставалась союзницей враждебных Тимуру монголов. По сохранившимся преданиям, все мужчины сёл Гагатль и Анди современного Ботлихского района сражались до последнего. Оставшихся в живых Тимур растоптал копытами коней. Затем, вернувшись в Тарки, Тимур направился в сторону нынешнего Буйнакска. Там, где он остановился, впоследствии образовался населённый пункт Темир-Хан-Шура (ныне Буйнакск). Тимур мечом насаждал ислам и свою войну называл «войною с неверными за веру». Одно из трагических событий во время пребывания Тимура в Дагестане произошло у с. Ушкуджа (ныне Акуша). По преданию, «всех верующих убили мечом джихада, а из убитых сделали холмы и опустошили всю их область». Для отпора врагу и помощи защитникам Ушкуджа предпринимались попытки объединения сил местных правителей. Так, объединились Казикумухский и Аварский ханы. В местечке Ишкарты, думается, и произошло столкновение между кази-кумухским (во главе с шамхалом) и аварским войсками общей численностью приблизительно 3000 чел., с одной стороны, и войском Тимура, с другой; при этом Низамуддин Шами и Шарафуддин Езди сообщают, что прежде войска Казикумуха и Авара, то есть Хунзаха, имели «обыкновение» вести священную войну с немусульманским населением Ушкуджа. В бою объединённое войско горцев потерпело поражение, а шамхал пал, лишившись головы от руки «удальца» Мубаш-шир-бахадура, силы были неравные.
После этого, как сказано в труде Шами, казикумухские князья и прочая знать прибыли к Тимуру на поклон, признали свою вину, были прощены и даже получили от него драгоценные подарки. Что же касается хунзахцев, то, согласно Езди, они ходили «ко двору Тимура» вместе с казикумухцами и так же, как и те, удостоились его прощения, подарков и грамоты на владение своей территорией. Однако общее положение Аварии в XV веке на фоне Казикумухского шамхальства заставляет думать, что реальные события более точно отражены в сочинении Шами, который, кстати, писал раньше Езди. По-видимому, хунзахцы, в силу своего географического положения тесно связанные с империей, владеющей северокавказскими степями (в данном случае с Золотой Ордой), предпочли отказаться от контактов с победоносным полководцем, контролирующим территории к югу от Дербента, и укрыться в своих горах.
Нуцальство и Кайтагское уцмийство были надежными союзниками Золотой Орды. Во время войны золотоордынского хана Тохтамыша с Тимуром Хунзах выступал против последнего, скорее всего, в интересах Орды. После победы Тимура владыки «области» Авар, по-видимому, не изменили своей позиции, и это привело к ослаблению их государства, потере гегемонии в горах Северо-Восточного Кавказа, что затянулось почти на три столетия. После изменения этой ситуации в регионе, правители, сидевшие в Хунзахе, утратили власть над южными территориями, в том числе и над Табасараном. Мало того, в XV веке Хунзахское нуцальство оказалось самым маленьким и слабым из четырёх главных государств Дагестана.
Историк Низамеддин Шами упоминал «Гази-Кумук» союзником Золотой Орды и что «шамхал Гази-Кумука имел обычай вести войну с неверными», чем хотел воспользоваться Тамерлан. В 1396 году после победы над Тохтамышем, Тамерлан предпринял поход против шамхала Гази-Кумуха и захватил крепости Кули и Таус, а после военной кампании, Тамерлан способствовал шамхальской власти в Дагестане.
После вторжения Тимура, Нуцальство вновь ослабло и попало под зависимость от Шамхальства, которому ежегодно платило по 700 овец и 700 мерок пшеницы и мачаров мёда. Казикумухская по происхождению, но арабоязычная запись о разделе сфер влияния, согласно которой, казикумухскому правителю была выделена территория между Самуром и Аварским Койсу, а «эмиру хунзахцев» — пространство между Аварским Койсу и Андийским хребтом и горные чеченцы — киялал, «которые обитают позади Шубута и Ункратля, вплоть до Галгая (Гъалгъа)».
При нуцале Ибрагиме, к середине XV века, удалось расширить свои владения на запад и на север до Андийского койсу, на юге нуцальство граничило с Келебским вольным обществом, на юго-востоке с Хиндалинским и Андалальским вольными обществами, на востоке с и Шамхальством. Дань платили все перечисленные вольные общества, а также Каралалинское, Койсобулинское и Гумбетовское (кроме селения Аргвани). При Ибрагиме и Андунике, нуцальство перестаёт платить дань и становится независимым.

#### Аваристан в XV веке
К 1404 году относится первое достоверное упоминание населения Нагорного Дагестана под названием «авары», оно принадлежит Иоанну де Галонифонтибусу, который писал, что на Кавказе живут «черкесы, леки, йассы, аланы, авары, казикумухи».
Согласно мнению аварского историка Т. М. Айтберова «Завещанию» нуцала Андуника, Нуцальству подвластны: Алигиличилал (можно перевести с аварского как «Аликлычевичи», по мнению Х.-М. О. Хашаева, владения Аликлычевичей
находились в Ункратле (соответствует части современного Цумадинского района)), Дженгутай, Гумбет, Анди, Харуссел ((авар. Хьарусел — «шаройцы») — жители современного Шаройского района, входившего исторически в состав Аварского нуцальства), Бактлух (Баклал (авар. Бакълъал) — жители села Нижний Батлух), Худжадиссел (регион на территории современных Цумадинского и Ахвахского районов с центром в Хуштаде). Также упоминаются в завещании «Семиземелье» ((в тексте аварский термин «Анкьракь» буквально переведен на арабский язык) — территория современных Тляратинского района и Бежтинского участка).
Известный историк М. Агларов пишет о том, что автор текста завещания пишет вовсе не овладении, а о заключении союза с 7 политическими образованиями:

 Завещатель разумел не овладение, а военно-политический союз с семью политическими образованиями, который усилил бы ханство настолько, что дало бы возможность военной экспансии на восток к морю и на юг, откуда и будут поступать блага — все, в чём человек нуждается 
Местные письменные источники XV века показывают, что северные границы Аварского нуцальства существенно не изменились. Согласно одному из списков «Завещания Андуника-нуцала» от 1485 года северная граница Аварского нуцальства проходила от Салатавии до Тарков. Однако в более раннем списке Тарки не упоминаются. Аутентичность (подлинность) «Завещания Андуника-нуцала» подвергается сомнению.
Судя по всему, в XIV—XV веках территория обществ Акуша-Дарго входили в нуцальство. Магомедов Р. М. полагает, что они смогли освободиться от власти нуцала в конце XV века. В дальнейшем были осуществлены неудачные попытки контролировать Акуша-Дарго.
Согласно мнению известного дагестанского востоковеда А. Р. Шихсаидова, «Завещание Андуник-нуцала» получило весьма однозначную оценку — это гимн силе аварского нуцала, призыв феодального правителя к своему наследнику усилить экспансию на все соседние земли, если он желает обладать славой и мощью своих могучих предков". Согласно Т. М. Айтберову, из текста «Завещания Андуника» видно, что XV веке в Аварском нуцальстве были пограничные территории, население которых несло нуцалу повинности натурой. Четыре региона из них представляли собой княжества (Аликлычевичей, Саламеэр, Дженгутаевское и Баклулальское), два — союзы сельских общин (Андал и Каруб) и ещё два — отдельные села (Хуштада и Батлух). Каждое из княжеств являлось, по-видимому, владением определённого княжеского рода, а союзы сельских общин и села имели выборное управление, видимо, из свободных крестьян.. Однако, как отмечалось выше, из текста источника не следует подобный вывод и эта позиция подвергнута критике.
В конце XV века, аварский язык становится языком (болмац) межэтнических отношений для всех западных и высокогорных мелких народностей и этнических групп. Такой становится ситуация в этой части Дагестана по мере возрастания влияния Хунзахского нуцальства и падения влияния шамхалов в Дагестане. На востоке к 1485 году они установили надёжный контроль над Анди и Хизри, на западе же шагнули дальше владений Алигиличилал, и быстро освоив земли от Аймахинского прохода и Урмихинской речки до Акушинского притока Казикумухского койсу. По преданиям, с. Чуни было основано табунщиками нуцала из с. Сиух в XV веке, а нуцалы собирали подати до Акуши включительно. Когда ушло поколение людей, при которых установилось иго нуцалов, потомки их восстали. Одни предания называют руководителем восстания Айса-Мирзу, другие — Аминал-Баганда из Акуша. Войско нуцала было оттеснено «за цудахарскую реку», поборы прекратились.
В XV веке происходит повсеместное превращение прежней общинной знати в феодальных владетелей. Этому помогает очередная волна распространения ислама и газийских завоеваний. Такие перемены приводят к усилению феодального угнетения, в особенности на землях, недавно завоёванных феодалами. Княжеские династии, назначенные ими наместники, начальники газийских отрядов, оставшиеся в завоёванных землях как вассалы пославших их князей, — все они облагают население завоёванных земель податью, то есть заставляют ежегодно выплачивать определённое количество зерна и скот, а иногда ткань и мёд. Очень часто при завоевании феодалы отнимают у сельских общин их пастбища, целиком или частично. На отнятых землях феодалы заводят собственное скотоводческое хозяйство, за скотом ухаживают их военнопленные или их потомки, а иногда и сельчане завоёванных земель, которых феодал заставляет отрабатывать на него по несколько дней в году — это разновидность барщины. За всеми принужденными к постоянной выплате податей устанавливается название «раяты».
Доведённые до отчаяния непосильными поборами крестьяне выступали против своих угнетателей. Так, в селе Аргвани кто-то из крестьян убил тамошнего местного правителя, родственника самого нуцала. Боясь мести феодалов, из Аргвани вместе с семьёй этого крестьянина бежали ещё 8 семей его родственников. В поисках места для поселения эти «эргены» поступили на службу к шамхалам Кумуха. Шамхалы вели тогда борьбу с Нуцальством за долину реки Шураозень и заселяя эти земли своими людьми и воинами, поселили здесь храбрых «эргенов». Но вскоре обострилось положение на Левашинском плато и акушинских землях: народное восстание вытеснило оттуда власть нуцалов. С феодальной точки зрения земли эти превратились в «ничьи» и шамхалы постарались прибрать их к своим рукам, чего они и добились. Одним из шагов к закреплению здесь их власти, стала и переброска сюда «эргенов», которые основали с. Кутиша как опорный пункт против любых соперников Шамхальства. В конце XV века этими землями правил, как местный бек, Чупанилав (судя по имени, был сыном Чупан-Шамхала).
На рубеже ХV-XVI веков за контроль над равниной и предгорьями начали активно бороться Газикумухское шамхальство и Аварское нуцальство. В борьбе за Шуринскую котловину победили шамхалы, в чём им помогли семьи кровников из села Аргвани, вынужденных покинуть родное селение из-за конфликта с родственниками нуцалов и активно помогавших шамхалам за предоставление им убежища. Именно их помощь и основание двух форпостов в Кафыр-Кумухе и Капчугае помогли удержать контроль над Шурой. В то же время Левашинское плато и даже акушинские земли оказались под контролем аварских нуцалов, которые также основали несколько опорных пунктов на плато. Именно эта борьба стала причиной постепенного заселения опустевших было земель в ХV-XVI веках усилиями аварских и газикумухских правителей. Основной целью последних было закрепление тех или иных территорий за собой, путем заселения туда лояльных себе групп населения. Кайтагское уцмийство несмотря на контроль за равниной Дагестана по тем или иным причинам, не смогло организовать заселение опустевших земель — даже в Дербенте, который никогда не был полностью обезлюден в первой половине XV века имелось всего лишь 3 тысячи человек.
На рубеже XV—XVI веков, объектами захватнической политики Нуцальства и Шамхальства становятся рутульские земли.

### Ханство в Новое время

#### XVI век
С начала XVI века заметно продвижение на северные склоны Салатавии, прежнее население которых сильно поредело после нашествия Тамерлана. Согласно дагестанским источникам, оно началось с основания Чиркея в 1501 году, когда два крестьянина из Гидатля — Хизри и Муса — купили здесь землю у кумыкской княгини. Это дало толчок к массовому, непрерывному переселению сюда горцев разных национальностей, где преобладали аварцы. По итогу здесь сложился сильный союз сельских общин, охвативший земли от долины Акташа до Сулака. С середины XVI века заметна сильная миграция аварцев из бассейна реки Джурмут на южные склоны Главного Кавказского хребта, примыкающие к Алазанской долине, которые они уже давно использовали как сезонные пастбища. Согласно грузинским источникам, переселение происходило мирно, с согласия царя Кахетии Левана, одновременно с таким же переселением грузинских горцев.
В Центральном Дагестане важную роль, после ослабления здесь в XVI веке влияния шамхальства, начинает играть нуцальство Аварское. Дело в том, что главные военные силы шамхалов были переброшены на плоскость. Это способствовало росту военно-политической активности нуцалов в направлении левого берега Андийского Койсу и Горной Чечни. В середине XVI века наблюдалась сильная миграция аварцев из Хунзахского плато на левый берег Андийского Койсу.
Как свидетельствуют итоги многолетних изысканий Екатерины Кушевой, в XVI веке Ичкерия не упоминается под этим именем ни в одном русском документе. Она входит в состав «Уварской земли». Эти выводы подтверждаются анализом преданий чеченцев, на основе которых писал свой исторический труд чеченец Умалат Лаудаев в XIX веке: «Ичкерия не была ещё населена этим племенем (чеченцами); ею владели аварские ханы… Обязавшись платить аварскому хану ясак (подать), они начали свое переселение; но так как для хана составляло материальный интерес селить побольше людей на подать, то он различными льготами содействовал к сильнейшему переселению». «Фамилии, образовавшие Чеченское племя и происшедшие из различных элементов, находились в неприязненных одна к другой отношениях; они взаимно грабили друг друга. Более других терпела Аккинская фамилия (Акка). Вследствие этого половина этой фамилии уходит под покровительство аварского хана, в Аух, и получает название ауховцев». То есть ауховцы или чеченцы-аккинцы, составляющие около 40 % дагестанских чеченцев, переселились сюда из Западной Чечни в 1550-70-х годах.
В. Ф. Тотоев, со ссылкой на У. Лаудаева, пишет, что «земельный голод, межтейповые столкновения и развивающиеся внутритейповые противоречия вели к расселению родственных групп и составляющих их семей. Так, половина Аккинских тейпов переселилась под покровительство аварского хана в Аух, где бывшие аккинцы стали именоваться ауховцами». Е. Н. Кушева относит переселение акинцев из горного Ауха на равнину (к реке Мичик), под покровительство аварского хана к 1550—1570 годам. На начало XVII века имеются русские архивные документы, позволяющие предположить соседство общин «окочан» и «мичкизов», По сообщениям же А. М. Буцковского: «Аухи, так называются поселившиеся на землях кумыкских около вершин рек Агташа и Ярухсу карабулакские и частию чеченские выходцы, кои кумыкам дань платят баранами и в обязанности давать вспомогательных воинов»
Правители этих Акинцев, в частности Ших-мурза Ишеримов, вели дружбу с аварскими ханами.
До 1570 года под контроль нуцалов попали все земли между Андийским Койсу и водоразделом Главного Кавказского хребта от Анди до Дидо. Всё это происходило в годы правления Амир-Хамзы-нуцала, Нуцал-хана I и его сына Андуник-хана II. В декабре 1569 года Андуникхан II умирает и ханом становится его сын Ахмад. Крайней точкой их продвижения за Андийское Койсу был Мосох (Цова Тушети), где нуцальские войска в марте 1570 года потерпели поражение от объединённых сил цова-тушинцев и армии Кахетинского царя Левана. В битве погибли, Барти, брат Ахмад-нуцала, и их дядя, Турарав Безумец. Ахмад-нуцал, однако, и после этого продолжил расширение своих владений. В 1577 году Тунай Джалав, с помощью Шамхальства, становится Аварским ханом. В 1578 году его свергает Мухаммед-Шамхал, сын Турарава, и сам становится нуцалом.
Нуцалы, пытаясь расширить территории Аварского ханства на юго-восток, натолкнулись на энергичное противодействие Гидатля.

#### XVII век

##### Раздробленность Нуцальства
В ходе территориального расширения нуцальства, наметился к концу XVI века и его удельный распад: первым выделяется одна из трёх ветвей нуцальского дома Каракиши и его потомки, ядром их удела стал Гумбет, к которому вскоре были присоединены Анди и соседние чеченские общества. Потомки брата Каракиши — нуцала Мухаммед-Шамхала и их двоюродного брата Кушканти-Кихилява (он был сыном Барти, погибшего в битве в 1570 году), составили ещё две ветви. Это отразилось и в русских документах, где с конца XVI века начинают различать владения «Чёрного князя» (Каракиши), на дочери которого был женат кахетинский царь Леван, и его брата — «Уварского владетеля». Интересно, что верховная власть в Хунзахе в то время не наследуется от отца к сыну, а то и дело переходит от потомков Кушканти-Кихилява к потомкам Мухаммед-Шамхала и наоборот.
После Мухаммед-Шамхала, как бы завершается период неуклонного расширения подвластной нуцалом территории, начавшийся ещё в конце XV века и превративший Нуцальство в Аварское ханство. Дальнейший ход общественно-политического развития Аварского ханства становится крайне неравномерным: можно сказать, что с конца XVI века и до конца XVII века каждое новое поколение жителей ханства оказывались свидетелями стремительных скачков и резких падений политического значения их государства.
В то время как Каракиши и его наследники расширяют связи с Россией, Кабардой и Кахетией, правители Хунзаха, напротив, в это время заметно сворачивают свои внешние связи. В центре нуцальского владения остались две ветви потомков Нуцалхана. Кушканти-Кихиляв получил в наследство владение в Ахвахе. Позже там будет править его сын Мухаммед-хан.
Аварские ханы принимали активное участие в политических событиях, так или иначе затрагивающих Дагестан. В частности, их отряды содействовали отражению царских войск, захвативших в 1594 г. и 1604—1605 гг. аул Эндирей. Такая активность аварского хана объяснялась родственными связями с Султан-Мутом эндирейским. Когда в 1594 году русские войска взяли Тарки штурмом, престарелый шамхал Сурхай II бежал к аварскому хану, передав свои полномочия по ведению войны своему младшему брату — Солтан-Муту. В 1605 году в день празднования «окончания Рамазана», для скрепления союза, состоялась свадьба шамхала с дочерью аварского хана. На праздновании присутствовали около 20 тысяч, ещё не разошедшихся по домам, дагестанцев. Были розданы сотни тулуков с бузой.
В 1621 г. служилый кабардинский князь Сунчалей Янглычевич Черкасский и сын его князь Шолох в челобитных ссылались на своё участие в походе терских ратных людей в горы, состоявшемся в 1618 г. по просьбе «уварского князя Нуцала и брата его Сулемана мурзы и черново князя сына Турлова мурзы», когда были повоеваны «шибуцткие, и калканские, и ероханские, и мичкиские люди… вину свою принесли»
Издавна установлена зависимость некоторых чеченских и ингушских обществ от феодалов Дагестана. В перечне доходов аварского феодального владельца Нуцала, включённого в «Тарихи Дербент-наме» («История Дербента»), упоминается дань лисьими шкурками, которую платили ему жители деревни Варанды общества Шубут, то есть тайпа Варандой. Это известие показывает, что Нуцал стремился распространить своё влияние не только на чеченские, но даже и на далёкие ингушские общества. Однако, согласно А. Р. Шихсаидову, только в одном случае, то есть в переводе П. К. Услара (а за ним и М. Алиханова-Аварского), мы встречаем при перечислении хараджа в пользу аварского нуцала деревню Варанди, во всех же других арабских списках этого наименования нет
Усиление нуцалов в части Дагестана обеспокоило не только Гидатль, но и Шамхалов, продолжавших по традиции считать земли по Аварскому Койсу (выше Гоцатля) своей «сферой влияния». Они оказали гидатлинцам прямую военную помощь: в 1620 году, соединённое войско Гидатля и Кумуха нанесло поражение в селе Тукита дружине Барти-Кихилява, который при этом погиб.
Скупые данные источников всё же указывают на то, что при Умма-хане I внутренняя устойчивость ханства, по-видимому, возрастает. Исторические приписывают ему составление письменного Свода законов Аварского ханства — отсюда и прозвище его: Уммахан Справедливый. Нуцалы считают владение Каракиши не самостоятельным, а лишь вассальным уделом ханства. Заметно и некоторое расширение границ ханства на юго-западе и укрепление контроля над ними.
«Кодекс» содержит статьи, регулирующие имущественные, семейно-бытовые, земельные, административно-управленческие отношения. В нём прослеживается стремление защитить частную собственность, права феодальной знати, а также положить конец самоуправству отдельных лиц, а именно — захвату чужого имущества (должника). Только по разрешению администрации допускался захват чужого имущества (ишкиль) до удовлетворения должником претензий истца. Имеются в «Кодексе» и статьи, направленные на ограничение обычая кровной мести, сводя вопросы примирения убийцы с родственниками убитого к имущественной компенсации (дияту). Содержатся в этом сборнике и статьи, регулирующие взаимоотношения между разными социальными слоями общества. «Кодекс законов» Умма-хана — это интересный памятник истории государства и права народов Дагестана, поскольку многие его статьи находили своё отражение в нормах обычного права соседних с Аварским ханством союзов сельских обществ.
В 1629—1630 гг., когда усилился натиск иранских шахов на Дагестан, правитель Аварии изменил политическую ориентацию, выразив в письменной форме свою готовность присягнуть на верность России. Он писал в грамоте к терским воеводам, что от ставленника шаха Сефи I на Северном Кавказе Шагин-Гирея «вам и нам добра не чаять», то есть не видать.
В 1629 году аварский хан просил у русского царя построить крепость на Койсу, обещая помочь в этом. Также он просился в подданство царя, напомнив в письме о том, что его дед помогал строить Терский город — первую царскую крепость на Кавказе. А «Я, аварский хан учинился великому государю прямым холопом и милово сына отдал вам в руки» — писал аварский хан царю
В 1635 году Теймураз Кахетинский отправил посла в Москву под началом греческого митрополита Никифороса. Теймураз сообщил российскому правительству, что Грузию преследуют иноземные враги, в том числе тревожился из-за горцев и просил царя вторгнуться в Дагестан. В 1639 году Теймураз, Датуна и кахетинская знать подписали присягу на верность России. Теймураз снова сопровождал Никифора к российским послам и в письме к российскому государю выразил удовлетворение тем, что отныне он во власти у России. Он также просил реальной помощи. В частности, вооруженные силы против горцев, потому что они совершали набеги.
В это время постепенно происходило укрепление позиций Нуцалов на территории соответствующей современной Чечни, что однако встречало противодействие не только Шамхальства, но и представителей командования Русского царства на Кавказе. В 1640-х годы (между 1645 и 1649 годах) на реке Сунже нуцалы основали поселение, которое должно было стать опорным пунктом дальнейшего освоения земель в центральной Чечне, которые оставались незаселенными из-за опасности быть подвергнутыми разорению со стороны кабардинских или казачьих отрядов. Однако князь Венедикт Оболенский, командовавший гарнизоном Терки, по просьбе терских и гребенских казачьих атаманов, зарившихся на эти земли, собрал войска и «велел тех уварских людей городки разорить и их сбить и сена пожечь. И после того уварские люди на те места для селитьбы не бывали». Следовательно в междуречье Терека и Сунжи, на левом её берегу были основаны поселения аварцев, во главе с представителями нуцальского рода. Однако из-за столкновений с казаками они были сожжены и на этом месте позднее обосновались два кумыкских (Дарбанхи и Виноградное) и чеченские селения. В это же время — в 1646 году — в Хунзахе произошел переворот и убийство нуцала Амирхамзы с восхождением на трон Турулава (Дугри-нуцал), из-за чего правители происшедшее из-за внутренних неурядиц.

##### Междоусобица в Нуцальстве
С этого времени заметно развитие политического кризиса в Хунзахе: после смерти Умма-хана, ханская власть переходит к сыну Барти-Кихилява — нуцалу Амиру Хамза-хану I. Правление его также оканчивается трагически: 9 ноября 1646 году он и два его сына были убиты, а власть перешла к Молдар-мирзе I, чьё родство с Династией авасрких нуцалов не установлено, возможно он был узурпатором и убийцей предыдущего нуцала. В 1650 году его сменил на престоле, Мухаммед-хан I, сын Барти-Кихилява. Его наследником был Дугри-хан II, сын Уммахана Справедливого. Такое ослабление было замечено и шамхальством: сохранилось письмо шамхала Тарковского Сурхая, сына Гирея, Дугри-нуцалу, где он предлагает ему способствовать поступлению в Тарки дани с Чамалала на основании их былой зависимости от Кумуха в XV веке — мало того: шамахл успел даже послать туда своих «мулазимов»(слуг).

##### Противостояние с вольным обществом Гидатль
Целый ряд общинных союзов Аварии — Хиндалал (Койсубула), Андалал, Гидатль, Келеб, земли в верховьях Аварского Койсу — добились фактической независимости и даже оказывали помощь зависимым общинам в их борьбе против ханской власти. Андалал был зависим от Казикумуха, но после переноса столицы Шамхальства в Тарки (в 1630-е годы), был признан самостоятельным. Здесь же был принят и стал действовать «Свод решений, обязательных для жителей Андалала».
Точно так же развиваются события и в соседнем Гидатле. Нуждаясь в военной помощи против Хунзаха, признавал верховенство Шамхальства, а после его распада, да и когда помощь уже ненадобна была, полностью отложились от их власти. Шесть главных сёл объявляют себя единым джамаатом, остальные союзные села становятся их фактическими вассалами, а с. Тлях и общество Хебелал — плательщиками оброка. К 1660 году здесь также составляется письменный свод законов — адатный кодекс, «Гидатлинские адаты», действующий наряду с Шариатом. Тогда же заключён равноправный договор с Аварским ханством. Это был период наивысшего политического подъёма Гидатля.
Дугри-нуцал, однако, сумел добиться политической устойчивости в ханстве. К его времени относится несколько документов об укреплении феодальных отношений в Аварии. Окончательно оформилось общественно-политическое устройство ханства. После смерти Дугри, власть переходит к его старшему сыну Мухаммед-хану II. По сохранившимся записям можно проследить нарастание нажима ханства вверх по Аварскому Койсу. Начав с мирного договора с Гидатлем, Мухаммад-нуцал постепенно сумел добиться подчинения гидатлинцев и даже обложил их натуральной податью (магала) — в конце концов это привело к народному движению. В итоге силы ханства были истощены, положение его расшатано.
Особенно ярко обострились социальные противоречия между гидатлинскими джамаатами и хунзахскими феодалами. Начало этим противоречиям положил захват гидатлинских земель хучадинским правителем Хаджи-Али-шамхалом, не дававшим покоя ни гидатлинцам, ни хунзахцам, ни другим соседям. Тогда гидатлинцы в союзе с хунзахцами напали на Хучаду и покончили с местной ханской властью. Земли по договору достались гидатлинцам, а имущество хунзахцам. Через некоторое время Мухаммед-хан II проявил недовольство и потребовал часть земли. Гидатлинцы отказали. На этой почве возник конфликт между Гидатлем и Хунзахом.
Началась война между Ханством и Гидатлем, которая продолжалась с переменными успехами для сторон. Бывало что нуцалу удавалось захватить Гидатль и наложить на неё дань. Целю борьбы были земли Уриба и Зиураба, считавшиеся пограничными поселками гидатлинцев. Борьба эта была продолжительная, получившая большой размах в конце XVII века. На завершающем этапе, по легенде, её возглавил смелый и решительный хотодинец Хочбар. Согласно преданию Хочбар родом из с. Ходота, узденского тухума Мачилазул, среднего роста, физически здоровый, носил высокую конусообразную шапку и короткую шубу из овечьих шкур, в храбрости и ловкости никому не уступал, был прекрасным наездником. Возглавив гидатлинскую дружину, Хочбар много сделал для совершенствования военной подготовки молодежи и укрепления гидатлинских сел, особенно пограничных пунктов. Под его руководством состоялись четыре крупных сражения с войсками нуцала, где каждый раз победителями выходили гидатлинцы. потеряв всякую надежду одолеть гидатлинцев, нуцал вынужден был вступить в соглашение о перемирии, заключение соглашения явилось победой Гидатля и поражением Ханства. Однако нуцал не смирился с потерей Гидатля навсегда, как источником оброка и дохода. Виновником своих неудач он считал Хочбара, которого обманным путём, под предлогом приглашения на свадьбу, решил заманить в Хунзах и загубить. Как ни уговаривали соратники Хочбара, что нельзя ему ехать в Хунзах, нельзя верить нуцалу, но он не послушался. Хочбар понимал, что его ждет гибель в Хунзахе, и всё-таки мужественно идет на это, считая, что его отказ будет расценен как трусость. Он прибыл в Хунзах один, верхом на лощади, и был вероломно схвачен. «Враг наш Хочбар, — кричали ханские люди, — попался в наши руки, разведем костер и сожжем его». По распоряжению нуцала развели огромный костер, чтобы живьем закинуть Хочбара туда и сжечь. Перед гибелью Хочбар перечисляет все случаи, когда ему удалось одолеть ханских людей, затем, запев предсмертную песню, подхватил двух малолетних наследников хана, и прыгает с ними в костёр.
К концу XVII века ведущая роль южнее Аварского Койсу переходит к Андалалу и Гидатлю. Андалал присоединяет куядиньские и часть карахских земель, Гидатль — телетлинские. В результате возникает общая граница между этими союзами. К этому времени в Кумухе обостряется борьба за место правителя — «кукравчу». Победивший там в 1618 года Чолак-Сурхай изгоняет своих соперников — родственников шамхальского дома. Часть их находит убежище в Андалале и Гидатле. Желая использовать их политическое влияние и военные способности, оба союза предоставляют завоёванные села в их пользование за службу — происходит необычное: феодалы поступают на службу к общинным союзам как их вассалы! Так появились беки в Урибе, Телетле, Гонода, Гоцатле — вплоть до Кикуни.
Резкое ослабление Гидатля связана с тем, что Шамхальство перестало оказывать военную помощь этому общинному союзу. Сам же Гидатль ослабел в связи с военными столкновениями с Келебским союзом сельских общин, где действовали «Адаты Келебских селений». В Кенсерухском общинном союзе также появляется письменные своды законов (адатов).

#### XVIII век

##### Начало XVIII века

Авария на карте И. Г. Гербера, 1728 год

С 1688 по 1699 годы ханом в Аварии был Умма-хан II, сын Мухаммедхана II, противника Хочбара. В 1699 году ему наследовали его сыновья Андуник-хан III и Дугри-хан III. Затем снова правили два брата, Умма-хан III и Мухаммед-хан III, сыновья Дугрихана III. Согласно грузинским источникам, на рубеже XVII—XVIII веков усилился натиск на Кахетию со стороны горцев.
С 1707 года Мухаммедхан III правил единолично. В это время произошло массовое восстание на юге Дагестана, в аварских и лезгинских землях, преимущественно. Мухаммедхан продолжавший упорную борьбу против тех же независимых союзов сельских общин. Ему удаётся одолеть Андалалцев, Карах, Куяда и  Гидатль и сделать их своими вассалами. Таким образом Аварское Койсу вновь, как и в XIII—XIV веках, стало принадлежать Нуцалу.
В 1706 году по предложению своих мтаваров кахетинский царь Давид II организовал большой карательный поход против джарцев, которые совершали частые набеги на Кахетию. Давид собрал кахетинское войско и, соединившись с отрядами тушей, пшавов и хевсуров, двинулся в поход и расположился в Вардиани. Джарцы отправились в царский лагерь посольство, обещая выплачивать обещанную дань. Имам Кули-хан согласился примириться с Джарцами, но кахетинские мтавары потребовали продолжения военных действий. Кахетинцы напали на Чардахи, опустошили и сожгли окрестные селения вплоть до Кавказских гор. Во время этого похода Джарцы внезапно напали кахетинского царя Давида, находившегося с небольшим отрядом. Туши во главе с Давидом бежали в Карагаджи. Затем отступило и кахетинское войско. Джарцы бросились преследовать отступающих кахетинцев, убивали их беспощадно. Многие вельможи были убиты и взяты в плен. Джарцы захватили богатства кахетинского царя Давида. После этой победы Джарцы сильно усилились, заняли окрестности Джари и стал ещё больше нападать на кахетинские земли, разоряя, убивая и пленяя местное население. Вскоре джарцы захватили Элисели и продолжили свои разорительные набеги в глубь Кахетии.
В 1710 году разорили северный Ширван, произошло взятие Шемахи. В 1714 году Кахетинский царь, оказавшийся бессильным перед набегами джарцев, обязался платить ежегодную дань в размере 100 туманов. В 1715 году Давид II в союзе с правителем Картли Иессеем выступил против джарцев, но снова потерпел поражение в битве с ними. Кахетинские феодалы были вынуждены пойти на уступки горцам в Картли и Азербайджане. Тогда горцы начали селиться в районах Кахетии. Кахетинские крестьяне (особенно в Гагмахаре) из-за жестокого феодального гнета массово перешли на сторону горцев — «Лекдебодне». Чтобы выйти из этой ситуации, Давид II обратился за помощью к королю Картли Вахтангу VI, но их совместные действия, несмотря на поддержку шаха Ирана, так и не увенчались успехом. В 1722 Джарские аварцы приступом взяли Тифлис, который должен был уплатить контрибуцию в 60 тысяч туманов.
Во время правления Мухаммадхана, Дагестан поразила чума. В 1721 году присягу на подданство России дал в крепости Святой Крест Мухаммедхан III, а в 1731 году — андийцы. Народы Дагестана склонялись на сторону России, поскольку она гарантировала им внешнюю защиту и обеспечивала хозяйственное развитие региона. После смерти Петра I, Россия оставила Кавказ. В 1723 году кахетинский царь Константин, известный также под именем Махмед-Кули-хан, взял Тбилиси с помощью дагестанских горцев
В 1722 году нуцалом стал Умма-хан IV. Известен тем, что в 1729/1730 году в селении Ках убил двух своих братьев — Ханкалава и Мухаммада. В 1734 году Кази-Кумух был захвачен Надир-Шахом, а его правитель Сурхайхан бежал с семьёй в Хунзах к Уммахану. Весной 1735 года, Сурхай-хан покинул Аварию. В декабре, после очередного поражения, снова бежал в Аварию. В 1735/1736 году Уммахан совершил поход против Шамхальства, но был разгромлен в Параульском сражении, в котором и погиб
После его смерти на аварский престол взошли его малолетние сыновья Мухаммад-нуцал и Мухаммад-Мирза, которые «пребывали в мире и согласии, делились друг с другом думами и действовали, словно один человек». Старшинство в правлении, при этом, принадлежало Мухаммад-нуцалу. По другой версии, Уммахан правил до 1740 года, а в связи с малолетством его детей, ханом стал некий Нуцал-хан II, правивший до 1744 года.

##### Вторжение Надир-Шаха
К концу июля 1741 г. Надир-шах двинул к границам Дагестана 100-тысячную армию. К нему присоединились Хасбулат Тарковский и Мехти-хан. Объединённые силы иранцев по велению Надир-шаха были разделены на две основные группировки. Первая под командованием Гайдар-бека выступила из Дербента и при поддержке Хасбулата Тарковского через Аймакинское ущелье должна была вторгнуться в Аварию. Вторая во главе с шахом Надиром должна была через Агул прорваться в Лакию, а оттуда в аварские земли на Хунзах. На территории Аварского ханства обе группировки должны были завершить покорение Дагестана и в конечном итоге «изгнать горцев из гор». В начале августа главная группировка Надир-шаха была уже в Кумухе. Отвергнув требования шаха о капитуляции, Сурхай-хан первым напал на иранцев, но был разбит и отступил под натиском вражеских войск. Сознавая, что конница его сына Муртазали не спасёт положения, Сурхай приказал ему отступить в Аварию. Потеряв надежду на успех и понеся большие потери, 12 августа Сурхай-хан вместе с кумухскими старейшинами явился в шахский лагерь с изъявлением покорности.
После сдачи Сурхая с покорностью явился к Надир-шаху и Ахмед-хан — уцмий Кайтагский. Добившись капитуляции двух предводителей антииранской борьбы, Надир-шах стал готовиться к продолжению похода на горный Дагестан, чтобы покорить Аварию. Как отмечает английский историк Л. Локкарт, «пока Авария оставалась непокоренной, ключ к Дагестану был в недосягаемости Надир-шаха». До начала активных действий против Аварии Надир ещё надеялся на прибытие аварского нуцала ему на поклон. Не дождавшись его покорности, разъярённый шах приказал войскам немедленно перебраться через Казикумухский мост и направиться в Аварию.
Надир-шаху также сдались тарковский шамхал Хасбулат, кайтагский уцмий Ахмед-хан, акушинский кади Хаджи-Дауд и ряд других феодалов и старейшин Дагестана. Единственные непокорённые земли остались во владениях аварцев и частично Лакцев.
По поводу аварской кампании Надир-шаха английский историк Л. Локкарт писал:

Пока Авария оставалась непокорённой, ключ к Дагестану был в недосягаемости Надир-шаха.
Грозная опасность, нависшая над Аварией, сплотила аварские общества. Андалалский кадий Пирмагомед обратился с посланием о поддержке ко всем обществам. Религиозный лидер Андалала Ибрагим-Хаджи Гидатлинский до этого дважды обращался к персидскому шаху, уговаривая его не вести ненужную войну с мусульманами. Более того, к Надир-шаху, по преданиям, были направлены послания и парламентарии из Андалала. Дело кончилось их казнью. После этого андалальский кадий сказал: «Теперь между нами не может быть мира. Пока рассудок наш не помутится, будем воевать и уничтожим вторгшегося врага».
Поход в Аварию был страшно непопулярен среди воинов шаха. По сообщению современника — русского резидента при персидском дворе И. П. Калушкина, воины шли в Аварию «с вящим нехотением». Персидские воины слышавшие об неприступных аварских горах «о шахе всякие поносительные слова с крайним руганием явно произносили».
Персы выступили в Аварию с двумя крупными группировками во главе с Люфт Али Ханом и Гайдарбеком через Аймакинское ущелье в Ботлих и Анди, и отрядом под командованием самого шаха в Андалал, а затем оттуда в Хунзах. Тем самым покорив аварцев силой оружия, Надир-шах намеревался завершить покорение Дагестана. В Андалал прибыл и Аварский хан Мухаммад-хан со своими отрядами. Угроза потери независимости примирила ранее враждовавшие между собой общества, которые заключали между собой мирные договоры и также спешили в Андалал. Они клялись биться за родную землю до последней капли крови, либо смерть, «либо победа — решили питомцы гор».
После этих событий развернулось сражение на территории от Аймакинского ущелья до Согратля. И. Калушкин в реляции от 21 сентября 1741 года рассказывает о безуспешности военных действий против аварцев. В Аймакинском ущельена горцы наголову разгромили 20-тысячный отряд Люфт Али-Хана, который был почти полностью истреблён. Командующему вместе с несколькими сотнями воинов удалось спастись бегством с поля боя. Такой же участи подвергся 10-тысячный отряд Гайдар-бека, который поредел до 500 человек. Почти целиком был уничтожен и 5-тысячный отряд Джалил-бека, который также спасся бегством. Жестокие сражения с шахскими войсками происходили во многих местах. Крупная победа горцев над отрядами Ага-хана, Мухаммед-Яр-хана и Джалил-хана была одержана в местности Койлюдере. В сражении с горцами был убит Джалил-хан, остальные шахские военачальники спаслись бегством, увлекая за собой оставшихся воинов. Победители захватили в плен более 1000 человек, много пушек, боеприпасов и других трофеев.
На территории Андаляля произошли решающее сражение, в которой участвовали отборные иранские войска. Военные действия начались нападением персов на аулы Согратль, Мегеб, Обох и Чох, где они встретили подготовленный отпор. Как отмечает турецкий историк Шерефетдин Эрел: «Смотрящие смерти прямо в глаза дагестанцы… стояли, как гранитные скалы…» «Потери с обеих сторон были велики. Особенно ожесточенный характер битва носила у аулов Мегеб, Обох, Согратль. В селах Андаляля в боях с врагами сражались не только мужчины, но и женщины». Силы горцев возглавляли Ахмед-хан Мехтулинский, Магомед-Кади, Хамдалат, Дибир-муса Согратлинский, Муртазаали — сын Сурхай-хана и др. В урочище Уданив на чохской дороге в бой вступили отряды хунзахские отряды. В аварской песне о битве с Надир-шахом даётся детальный перечень участвовавших в сражениях джамаатов: голодинцы (то есть джарцы), гидатлинцы, карахинцы, телетлинцы, келебцы, хунзахцы, кенсерухцы; перечисляются и их предводители — Hyp-Магомед, Гаджи-Муса, Хочобский Молла, Хамдалат и др. Наиболее ожесточённые сражения происходили у селений Чох и Согратль. Сначала защитники Чоха оказались в трудном положении по причине многократного численного превосходства сил врага. На помощь чохцам прибыло подкрепление под командованием Магомед-хана из Согратля, где произошло главное сражение 12 сентября 1741 г. Здесь на поле Хициб иранцам был нанесён сокрушительный удар, и они потеряли значительную часть своей непобедимой армии. После победы на хицибском поле горцы одолели персов у села Чох. Память об этой победе сохранилась в аварской исторической песне. В ней говорится, что …"из-за отсутствия пополнения стали слабеть позиции защитников Чоха". Надир в диком восторге предвкушал победу. Но вдруг он увидел, что к последним защитникам подоспели свежие силы, которые являлись последним резервом. В сражение вступили женщины. Это были сестры, жены, матери и дочери защитников Чоха. Сражаясь рядом с мужчинами, горянки своей отчаянной самоотверженностью ещё больше поднимали дух поредевших защитников Чоха. В это время к мужественным защитникам Чоха стали подходить и добровольческие отряды из других мест. Вовремя подоспевшая помощь и особенно подкрепление под командованием Магомед-хана и опеределили перелом в ходе сражения. Потерпев сокрушительное поражение под Согратлем и Чохом, Надир во избежание полной катастрофы 28 сентября 1741 году начал отступление из Аварии. Горцы преследовали воинов шаха, потерявшего в бою казну и личную корону. Отступавшие воины шаха подвергались нападениям и со стороны жителей временно покорённых аулов.
Потеряв около 30 тысяч человек, более 33 тысяч лошадей и верблюдов, 79 орудий, большую часть вооружения и снаряжения, а также казну и корону, шах 28 сентября начал отступать. Русский посол Калушкин писал, что его армия отступала «…с таким ускорительным маршем, который по справедливости за побег причесть можно…». Горцы преследовали отступающего противника. Калушкин писал: «Отступающее войско подвергалось непрерывным атакам аварцев…» и «…иногда шаха так жестоко били, что его самого принуждали троекратно к обороне назад оборачиватца…»
По пути аварцы несколько раз догоняли их и наносили удары. Надир отступал через Кукмадагский перевал. Таким образом шах добрался до Дербента «с половиной войска», «лишившись казны, имущества и почти всех вьючных животных». Набеги аварцев на Дербент, на шахские отряды и на лагерь и «стали быть неистерпимы». В октябре 1741 года Надир-шах лично возглавил второй поход в Аварию, но они были безуспешны.
После этих сражений в ноябре 1741 году Надир с остатками разбитой армии вернулся в Дербент. Из более чем 100-тысячной армии Надира, по данным русского резидента при персидском дворе И.Калушкина, боеспособных воинов оставалось 25-27 тыс. Именно в Аварии завоевателям был нанесен сокрушительный удар, который подорвал военно-политическую мощь Ирана. По определению исследователя А. Н. Новосельцева, «звезда Надира закатилась в горах Дагестана».
Разгром полчищ Надир-шаха в Аварии вдохновил на борьбу и народы, временно находившиеся под гнетом иранцев. Дагестанские аулы, покорённые Надиром, один за одним поднимали восстания и громили отступавших воинов шаха. Весть о поражении Надир-шаха в Андаляле, по свидетельству турецких историков Эрела и Гекдже, «встретили в Стамбуле с огромной радостью и восторгом» как важный фактор, отодвинувший угрозу нападения Ирана на Турцию. С удовлетворением была воспринята весть о поражении Надира и в Петербурге, так как Империя надеялась воспользоваться поражением Ирана и укрепить собственные позиции в Дагестане. Как сообщалось: «В Стамбуле давали салюты. В Петербурге не могли скрыть радость и облегчение».
Безуспешные операции, проводимые вплоть до 1742 года, вынудили Надир-шаха «ласкательными способами тот упорный народ к послушанию уловить». Для этого Надир послал Шамхала и Сурхай-хана в Аварию «тамошних старейшин добровольно к покорению привлекать с повторяемым обнадеживанием, что им никаких налогов учинено не будет». «Однако Сурхай-хан не смог подкупить аварских старшин при помощи шахских денег». Получив решительный отказ Надир-шах через некоторое время отступил из Аварии.
Не добившись желаемых результатов, Надир-шах в октябре 1742 года прекратил военные действия против дагестанских горцев и в феврале 1743 году вывел свои войска из Дагестана. Так бесславно и позорно закончилась попытка Ирана покорить горские народы. В борьбе за свободу и независимость участвовали многие народы Дагестана. Однако основную роль в разгроме Надир-шаха сыграли аварцы.
По сообщению Калушкина персидские солдаты сами признавались, что «что десять человек против одного лезгинца (то есть дагестанца) стоять неспособны».
Остатки персидского войска рассеялись по Дагестану и Чечне. Чеченский этнограф XIX века Умалат Лаудаев сообщает об этом:

Персияне, разбитые аварцами при Надир-шахе, рассеялись по Дагестану, из них некоторые поселились между чеченцами.
Между тем, некоторые современные исследователи указывают, что Аварское ханство находилось в полувассальной зависимости от Ирана.

##### Война в Закавказье
В 1744 году ханом стал Махмудхан (1744—1765). В годы его правления, его вассал, Ачакилав, со своей дружиной захватил виноградники с. Орота. Потерпев несколько раз поражение, оротинцы в конце концов хитростью перебили дружину Ачакилава и вернули свои земли. Но при этом они продолжали оставаться подданными хана и были обязаны поставлять в его войско военный отряд.
В 1751 году объединённое войско дагестанских феодалов и Шаки-Ширвана нанесло поражение грузинским войскам. Это было первым, серьёзным поражением Теймураза и Ираклия. По данным Буткова П. Г. в 1752/1753 году пришел в Грузию с лезгинским войском Мерсел-Хан аварский и окружил крепость Мчадис-Джвари. Царь Теймураз в первом сражении с ним разбил и прогнал лезгинов, но лезгины потом собираясь в Гартискаре не переставали делать набеги на Грузию. Царь Ираклий пресек им дорогу и всех истребил.
По данным из грузинских источников, в 1754 году в битве при Мчадиджвари, царь Кахетии Ираклий II одержал победу над вторгшимися в Грузию дагестанцами во главе с неким Нурсал-бегом. Этот хундзахский владетель с большим войском вторгся в Грузию, прошел Кахетию, грабя и уничтожая все на своем пути, переправился через Арагви, вступил в Картли и осадил Мчадисджварскую крепость, прикрывавшую Мухрано-Душетскую дорогу, в ущелье реки Нареквави. У стен этой крепости произошло жестокое сражение; враг, понеся тяжелые потери, вынужден был отступить. Но радость крупной победы, одержанной над хундзахским владетелем, омрачали непрерывные мелкие набеги..

В 1755 году противник вновь вторгся в Грузию с большими силами. Хундзахский владетель жаждал отомстить за поражение у Мчадисджвари. Нурсал-бек собрал большое войско; в надежде на легкую наживу к нему присоединились многие дагестанские феодалы. С многочисленным войском Нурсал-бек подступил к Кварели. Двадцатитысячный отряд неприятеля осадил мощную Кварельскую крепость.
Грузины не обладали такими силами, чтобы вступить в открытый бой с многочисленным войском Нурсал-бека. Защитники крепости находились в тяжелом положении, необходимо было поднять их дух и прислать гарнизону подкрепления. Ираклий II решил направить в осажденную крепость вспомогательный отряд. Осуществить этот план могли только отважные и самоотверженные люди. Двести шесть смельчаков вызвались совершить этот героический подвиг; все они, за исключением девяти тавадов и азнауров, были крестьяне. Ночью вспомогательный отряд выступил из Кизики, переправился через Алазань и, бесшумно сняв вражеские посты, с боем прорвался к крепости. Вспомогательный отряд доставил осажденным большое количество пороха. Теперь крепость могла успешно выдержать длительную осаду.

Послав в Кварельскую крепость вспомогательный отряд, Ираклий одновременно сформировал из наиболее смелых и искусных всадников-кизикцев конную группу и бросил её против Чари. Военный манёвр Ираклия удался: чарцы покинули войска, осаждавшие Кварельскую крепость, и поспешили на защиту своих деревень. Их примеру последовал Какский султан, владениям которого также угрожал грузинский отряд, направленный в Чари. Видя, как тают силы осаждавших, нухинский хан также снял свой отряд и поспешил возвратиться в свою страну. В результате одно крыло осаждавших значительно поредело. Опасаясь разгрома, дагестанский владетель Сурхай-хан тоже покинул своего союзника и отправился восвояси. Вскоре Нурсал-бек и шамхал тарковский сняли осаду Кварельской крепости..
В 1765 году ханом стал Мухаммад-нуцал IV, сын Уммахана Булача. Шемахинский правитель Агаси-хан привлёк на свою сторону шекинского Гусейн-хана и Мухаммаднуцала, не желавших усиления Фатали-хана Кубинского. Аварский нуцал прислал вооружённый отряд под предводительством своего брата Мухаммада-Мирзы и его сына Булача. В последовавшем сражении между Гусейн-ханом, Агаси-ханом и сыновья аварского нуцала с одной стороны, и Фатали-хана, с другой, первые были разбиты, Мухаммад-Мирза и его сын Булач погибли, Гусейн-хан бежал в Шеки, а Агаси-хан в Котеван. В 1774 году нуцал выступил против Фатали-хана и совместно с шемахинским Агаси-ханом ему удалось овладеть Шемахой. Однако, вскоре, во главе с набранным в своих владениях силами и отрядом бакинского Мелик Мухаммад-хана, Фатали-хан двинулся в Ширван, причём на помощь к нему прибыло «много народу даргинского». Вблизи Старой Шемахи нуцал был разбит. Обещая ему безопасность, Фатали-хан пригласил его к себе для переговоры, где нуцал был убит акушинцами.
Мухаммад-Нуцалу наследовал его сын Умма-хан V, по прозвищу Бешеный или Великий. Уммахан был известен на всем Кавказе, в Турции и Иране своими военными подвигами, активным вмешательством во многие политические и военные конфликты на Кавказе и Закавказье. После принятия Георгиевского договора 1783 г. между Россией и Грузией командующий войсками Кавказской линии П. С. Потёмкин большое внимание уделял привлечению Умма-хана к принятию российского подданства и нормализации его отношений с грузинским царём Ираклием II. Умма-хан успешно использовал это стремление для получения определённых политических выгод и материальных вознаграждений.
Причина особого внимания к Умма-хану, видимо, заключалась в том, что, имея родственные связи со многими феодальными владетелями (Аксайскими владетелями, шамхалом Тарковским, ханами Мехтулинским (Дженгутайским), Казикумухским, Карабагским, уцмием Кайтагским), он имел на них значительное влияние и получал поддержку с их стороны.
Внезапно напав на Шемаху (с целью отомстить за смерть своего отца), воины Уммахана захватили его и, перебив жителей, подожгли; сожжён тогда был город Кухнашахар, находящийся поблизости от современной Шемахи, который, кстати, и ныне хранит следы огня. После того Уммахан и его воины возвратились назад победителями, с добычей в руках, восхваляя и благодаря всевышнего Аллаха. После того, кстати, победоносный Уммахан завоевал ещё много крепостей: крепость Ваханн (Вахан), Гумуш и другие.
Во второй половине XVIII века Аварское ханство находилось в зените своего могущества. Офицер царской армии Костенецкий так описывает этот период:

Авария была некогда самым сильнейшим в горах Лезгистана обществом — ханством. Она не только владела многими, теперь уже от неё независимыми обществами, но была почти единственною повелительницею в этой части гор, и ханов её трепетали все соседи.
При Умма-хане Аварскому ханству платили дань грузинский царь Ираклий II (после набега в 1785 году), Дербентский, Кубинский, Бакинский, Ширванский и Шекинский ханы, вассал Турции паша Ахалцихский, ему подчинялось Джаро-Белоканское общество, и его позиция в кавказских делах играла значительную роль в российской политике на Кавказе.
Будучи дальновидным и тонким политиком, Умма-хан понял возможности Российской империи. Он отказался принять участие в восстании шейха Мансура, считая, что сила Российского государства велика и люди, выступающие против России, «должны обладать по меньшей мере организацией, необходимой для самоуправления», а у дагестанского населения вовсе нет силы и организации.
В 1787 году Умма-хан отправился в Грузию, а оттуда в Карабах к своему зятю Ибрагим-хану. Затем, нуцал двинулся к Нахичевани и взял его приступом после 17-дневной осады. После этого аварцы разбили войско «семи азербайджанских ханств», вступили в Карадаг и разорили его. По словам Х. Геничутлинского, «в каждом селении, в каждом городе, куда врывались войска Ума-хана, были всегда смерть и разрушения». В частности, была захвачена крепость Гумуш и уничтожено её население, трижды был взят город Гавази и т. д.. Завершив набег, Умма-хан с добычей вернулся в Джар.
В 1796 году, после размещения российских войск в Грузии, выплата дани Аварскому ханству прекратилась. Умма-хан, в ответ, отправил в Картли-Кахетию своего брата Гебека и визиря Алисканди с войском. Кахетия была разграблена. Аварцы сожгли дотла 6 деревень, а жителей и скот увели с собой в горы.
Но только в самом начале XIX в. Умма-хан обратился к Александру I с ходатайством «о принятии его с подвластным ему народом в подданство и покровительство Российской империи». Однако Аварское ханство при Умма-хане не было принято в подданство России ввиду того, что Умма-хан после похода на Грузию потерпел поражение от Российско-грузинских войск в битве на реке Иоре. В 1800 году аварский нуцал, вместе с иранским шахом двинулись в сторону Грузии. Спустя некоторое время персы повернули назад, решив не провоцировать войну с Россией. Умма-хан, тем не менее, двинулся дальше, захватил большую добычу и направился к Тифлису. Однако на реке Иори аварцы были разбиты русско-грузинским войском и отступили в Джар.
Уммахан и его войска находились как-то в Джарском вилаяте. Целью их был поход против города Гянджи: они намеревались, уничтожить население Гянджи и убить гянджинского эмира Джавад-хана и тут вдруг Уммахан заболел. Болезнь его заметно усилилась, и тогда он решил возвратить своих воинов в их родные места. Лишь примерно сто особо близких товарищей остались около смертельно больного Уммахана.
Умер Уммахан в городе Бело Каны (Биликан) в усадьбе Абдуллы — сына Халаджа, в 1801 году. Похоронен он был там же, в Джарском вилаяте. Над могилой его воздвигли мавзолей. Некоторые источники дают возможность предположить, что он был отравлен.

##### Потеря контроля над западными владениями
Царский офицер Умалат Лаудаев писал, что до начала XIX века вся территория большой Чечни принадлежала аварским ханам, «но лет около 80, как жившие до того в горах чеченцы размножились, по недостатку земель и междоусобиям, вышли из гор на понизовья Аргуна и Сунжи». По его же сведениям чеченцы, обязавшиеся платить подать аварскому нуцалу, заселили Ичкерию. Российский исследователь Бутков пишет: "Овец для пастьбы отгоняют большею частью в земли аварского хана и андийцев, а чеченцы обязывались платить арендную плату за пасдбища. Также Лаудаев сообщает, что власть ханов над чеченцами начинает угасать. Чеченское общество настолько умножилось, что сумело сложить с себя повинность Аварскому хану. Однако, историк-кавказовед М. Блиев, сообщает, что ичкеринцы лишь частично были зависимы от аварских ханов, в ходе борьбы с которыми освободились от зависимости. По сообщениям Лаудаева чеченцы выбирали предводителей из соседних народов. Так как по понятиям об узденстве, чеченец не подчинялся другому лицу, ибо тогда узденство его теряло значение. Отсюда становится ясно, почему чеченцы не терпели у себя никакой власти и не выбирали предводителей из чеченцев. О приглашении князей из соседних народов также сообщает российский учёный Адольф Берже, который в 1864—1886 годах являлся председателем «Кавказской археографической комиссии», так по его сведениям огромное, воинственное и беспокойное чеченское племя не могло сохранить надолго свою самостоятельность, из-за чего чеченцы нанимали князей.

Ичкерия не была ещё населена этим племенем, ею владели аварские ханы. Со своими зелеными холмами и тучными лугами она сильно манила к себе полукочевых чеченцев. Предание умалчивает о причинах, побудивших половину фамилий тогдашнего чеченского племени переселиться в Ичкерию. К тому могли побуждать их многие причины: 1) недостаток земли от умножившихся фамилий и народонаселения; 2) несогласия и раздоры за поземельные участки и 3) их могли побудить к тому политические причины. Грузия приобрела власть над этим народом и наложила на страну тяжелые условия; не желавшие выполнять их не могли оставаться в стране и должны были переселиться. Обязавшись платить аварскому хану ясак (подать), они начали своё переселение; но так как для хана составляло материальный интерес селить побольше людей на подать, то он различными льготами содействовал к сильнейшему переселению. Более плодоносная земля Ичкерии и могущество аварских ханов привлекали к себе половину тогдашних фамилий этого племени; бесконечные драки и раздоры, происходившие в приаргунской земле, ещё более усилили переселение. Слабые, надеясь на могущество хана, прибегали под его покров, и переселение произошло так быстро, что вскоре почувствовалось территориальное стеснение и следующие за сим последствия, неминуемые в среде полудикого народа: драки, убийства.
К концу правления Умма-хана Аварского, власть над чеченцами начинает угасать. Чеченское общество настолько умножилось, что сумело сложить с себя повинность Аварскому хану. По сообщению Лаудаева в конце XVIII века:

«состояние обществ чеченского племени в то время, то есть в конце XVIII столетия, было следующее. Ауховцы, бывшие под властью аварцев, освободились от них… Ичкеринцы, бывшие под властью аварских ханов, отвергают их власть и завладевают землею… В ичкеринцах сохранялись начала общественной жизни, привитые у них аварцами, и они были менее грубы и опасны».
О призвания чеченцами князей писал участник русско-персидской войны 1796 г. и историк Семён Броневский в частности по этому поводу он сообщает, что чеченцы прежние времена имели своих князей, но впоследствии истребили князей и прибегли к своим соседям, особенно к владельцам Дагестана и Лезгистана, также Семён сообщает что князьям этим чеченцы относятся недоверием и неуважением, русский социолог, культуролог, публицист и естествоиспытатель; геополитик, один из основателей цивилизационного подхода к истории, идеолог панславизма Николай Данилевский писал что чеченцы, народ свирепый и буйный, не только не уважали чужеземных князей, но даже приносили князей в жертву и выделяет чеченцев как народ жестоким своим характером и самоуправством, и что чеченцы избирали из своих старших хотя те на то не соглашались.

### Закат Нуцальства

#### Приход к власти мехтулинской династии
Со смертью Умма-хана в политических верхах Аварского ханства возник острый кризис, последствия которого не были окончательно устранены не только до начала Кавказской войны, но и до окончательного присоединения Дагестана к России.
У Умма-хана не было сыновей, и после его смерти управление ханством в течение примерно года осуществлял его брат Гебекхан, который для утверждения своей власти предложил вдове Умма-хана Гихилай выйти за него замуж. Притворно дав согласие на брак, Гихилай пригласила Гебека в ханский дом, где по её приказанию Гебек был умерщвлён из-за давней вражды. В убийстве Гебека активное участие принял, по свидетельству Хайдарбека Геничутлинского, Андалав Хунзахский — сын Чупана, главнокомандующий аварских войск. Сын Гебека Сурхай, будучи рождённым от узденки, считался незаконнорождённым и не имеющим права претендовать на престол. Сурхай же по совету матери, боявшейся за его жизнь, был тайно отправлен к своему верному человеку Нуричу Большому Тукитинскому, чтобы тот охранял его от козней убийц отца.
Дочь Умма-хана Баху-бике находилась в замужестве за вторым сыном Али-Султан-бека Дженгутайского Султан-Ахмед-беком. По желанию аварцев, внушенному им Гихилай-бике, Султан-Ахмед-бек был призван принять ханство Аварское и, как отмечают некоторые источники, Гихилай вышла за него замуж. Можно предположить, что Сурхай, ущемленный в своих правах, затаил обиду на Гихилай, Баху-бике и Султан-Ахмед-хана, но в той конкретной ситуации вынужден был подчиниться обстоятельствам.
Гнусное убийство Гебека, произошедшее в январе 1802 года и последовавшее вступление на аварский престол мехтулинского хана, возмутило Алисканди, бывшего близким другом Гебека, с которым он не раз ходил в походы и считавшего, что власть должна переходить по мужской линии аварским нуцалам. По донесению российского офицера А. И. Ахвердова, в 1802 году, Алисканди, вместе с некоторыми другими влиятельными лицами нуцальства встал в оппозицию к Султан-Ахмад-хану. Они «желают зделать ханом аварским сына умершаго или умершвленного аварского хана Гебека, находящегося в отдаленных горах от аварского нынешнего хана». Далее уточняется, что селения Орота, Харахи, Амущи и Мущули решили признать Сурхая, сына покойного Гебека, (по одним данным ему натот момент было 12, а по другим 7) своим нуцалом и не подчиняться Султан-Ахмад-хану. Эта информация подтверждается также другими русскими источниками. К примеру, П. Г. Бутков пишет, что Алисканди был «из первых предводителей» и «первым чиновником» у Ума-нуцала, а после того как в Аварии власть перешла к Султанахмаду, Алисканди стал его противником.
Одновременно Алисканди проводит активную политику на Восточном Кавказе. Достаточно привести документ из Актов кавказской археографической комиссии, очень важный для характеристики Алисканди. Он озаглавлен как «Письмо лезгинского владельца Алисканди князю Цицианову», который в 1802 году был назначен главнокомандующим в только что присоединенной Грузии. В письме Алисканди хлопочет о налаживании торговых отношений некоторых аварских обществ с русскими, а желание российского командования взять у него сына или брата в качестве аманата говорит об авторитете Алисканди.
Однако попытки Алисканди примирения с царскими военачальниками на Кавказе не нашли у них отклика и послужили окончательному переходу его в стан союзников грузинского царевича Александра. Он был лишен наследства другим сыном Ираклия II — Георгием XII, а после его смерти, пытался с помощью шаха Ирана занять престол Грузии. В начале XIX века Александр неоднократно пытался организовать антирусское выступление в Дагестане и Грузии, но успеха не имел.

#### Вхождение в состав и выход из Российской Империи
Продолжая курс, взятый Умма-ханом, Аварский ханский дом стремился установить добрые отношения с Россией. В соответствии с указом Александра I от 3 октября 1802 г., главнокомандующий на Кавказе П. Д. Цицианов поручил капитану Мещерякову привести Султан-Ахмед-хана Аварского и «весь народ аварский к присяге на верноподданство Всероссийской империи».
В 1803 году царские войска под началом генерала Гулякова, вторглись в Джарскую республику. Тогда же по инициативе князя Цицианова, бывшего в то время главноуправляющим Закавказья, генерал Гуляков с 3 батальонами пехоты, 2 сотнями казаков и 5 тысячами грузин и казахских азербайджанцев направился за Алазани, чтобы покорить джарских аварцев. В марте 1803 года, когда аварцы не могли спуститься из-за закрытых снегом перевалов из Дагестана, он вступил в Билкан и после непродолжительного сражения занял селение и сжег его 9 марта.
В начале апреля 1803 году в Хунзахе в торжественной обстановке Султан-Ахмед-хан дал клятвенное обещание «за собственноручным подписанием и утверждением печатью хана Аварского», прочитанное и обнародованное в собрании многих знаменитых подвластных ему владельцев и старшин народных на верноподданство России. После принятия присяги хану Аварскому были вручены соответствующие грамоты и предписывалось денежное вознаграждение 5 тысяч рублей серебром в год.
Осенью начался повторный карательный поход царских войск. На помощь джарским аварцам отправился во главе отряда горных аварцев Алисканди. Русские источники сообщают, что Алисканди и его «сообщники» напали на генерала Гулякова. На реке Алазани в октябре 1803 года произошло первое сражение отряда генерала Гулякова с аварским войском под началом Алисканди. После сражения, 2 ноября главнокомандующий на Кавказе П. Д. Цицианов пишет аварскому нуцалу Султанахмаду о лишении его в связи с этим жалованья: «на сих днях Алисканд, Аварской области принадлежащий и ваш родственник, с Сурхай-ханом и многими ваших владений людьми, перешед Алазань, в Могало атаковал ген.-м. Гулякова в ночи». Сообщая в крайне эмоциональных тонах о поражении, якобы нанесенном Алисканди Гуляковым, Цицианов пишет, что Султанахмад не получит жалования и прощения царя, «пока в присутствии поверенного со стороны моей не накажите, по обычаю вашему, всех людей владения вашего, бывших в сражении сего месяца на Алазани с нашими войсками, и до колене вышлите виновника всего того Алисканда ко мне для наказания». Письма оказались безрезультатны Алисканди и сын Сурхай-хана II — Халид-бег активно помогали джарским аварцам э
Казалось бы, отношения Аварского ханства с Россией при таких условиях должны были быть надолго урегулированы, но уже 2 ноября 1803 г. главнокомандующий на Кавказе П. Д. Цицианов известил Султан-Ахмед-хана о прекращении денежного вознаграждения в связи с тем, что Александр Багратиони и Сурхайхан Казикумухский атаковали русские войска. И пока виновником не поймают, Ахмадхан не будет получать денежное вознаграждение.
Гулякову пришлось с войском прибыть в Джар. 15 января 1804 года Гуляков с 16 ротами пехоты и 5 орудиями, а также казачьим полком и грузинской дружиной вступил в селение Джар. Когда передовая часть отряда — грузины, казаки и 140 стрелков с орудием и самим Гуляковым начала подъём на плато, где позднее была построена закатальская крепость, их с флангов начали яростно обстреливать, часть аварцев бросилась на орудие. В ходе атаки был убит Гуляков, что послужило дополнительным поводом для паники. Находившиеся в авангарде казаки и грузины начали беспорядочное отступление, а поскольку путь для бегства был только один — назад на колонну, то тут возникло замешательство. После 8-часового боя войско должно было отступить с большой потерей. В.Потто писал про действия царских офицеров в Джарской республике против аварского ополчения следующим образом: «замечательно, что боевые генералы, с безоглядной отвагой ходившие на турок, теряли голову и пасовали перед горцами». По русским данным, «лишь только войска вступили между каменных оград, как неприятель открыл сильный перекрестный огонь и завязалось сражение: с левой стороны большая толпа бросилась с шашками и кинжалами к пушке, и здесь, при первых неприятельских вы-стрелах, одной или двумя ружейными пулями убит Г. М. Гуляков». Согласно воспоминаниям А. Х. Бенкендорфа, «генерал Гуляков стал одной изих первых жертв. Остатки войск были опрокинуты в пропасть, откуда с огромными потерями были вынуждены отступать в самом большом беспорядке. Графу Воронцову повезло: он удачно упал на груду сброшенных с обрыва лошадей и всадников и, контуженный, все-таки сумел бежать. Потеря отважного генерала Гулякова привела в уныние армию и всю Грузию, которая потеряла в нём самый надежный щит против лезгин, на которых он наводил ужас в течение двух последних лет». В результате сражения по русским данным убиты: 1 генерал, 2 обер-офицера, 109 нижних чинов, ранено 18 обер-офицеров и 417 нижних чинов, хотя по другим данным их потери было кратно выше.
С. А. Тучков в своих Записках, рассказывает о происшествии в несколько другом ключе, нежели в официальных отчетах и основанных на них исследованиях. По его словам аварцы, встретив Гулякова в поле близ селения Джар, «по первым выстрелам отступили и скрылись в селение. Генерал Гуляков, ободрившись счастливым успехом, пошел преследовать их в самые улицы. Они составляли столь узкие проходы, что едва четыре человека рядом могут пройти между каменными стенами, окружающими сады. Когда большая часть отряда его вошла в сию теснину, где не только из пушек, но и ружьями не можно было действовать, — лезгины в великом множестве бросились из своих садов с саблями и кинжалами, умертвили генерала и истребили целый батальон. Оставшаяся часть и не вступавшая ещё в улицы, едва могла собраться и ретироваться». В таких условиях дальнейшее изъявление покорности, якобы имевшее место сразу после тяжелого поражения нанесенного царским войскам, вероятно в реальности происходило только в официальных отчетах, поскольку противоречит всякой логике. Ситуация на Восточном Кавказе усугубилась. Русские наместники стали сторонниками силовых способов «замирения» Кавказа, а горцы Восточного Кавказа заняли однозначную позицию сопротивления усиления Российской империи.
Отношения Аварского ханства с Россией стали налаживаться только после смерти П. Д. Цицианова, когда на его место был назначен граф Иван Васильевич Гудович. Его назначение на пост главнокомандующего на Кавказе совпало с восстанием против русских в Карабахе. Владелец Карабаха Ибрагим-хан был женат на сестре Умма-хана Аварского Бахтике, приходившейся тётей Аварскому Султан-Ахмед-хану и его жене, ханше Баху-бике. Ибрагим-хан, не рассчитывая на собственные силы, пригласил к себе персов, обещая сдать им Шушу и выдать русский гарнизон, стоявший в крепости под командой майора Лисаневича. О переговорах Ибрагим-хана с персами узнали вовремя, и Лисаневич приказал его арестовать. Но в произошедшей при аресте стычке Ибрагим-хан и его любимая дочь были убиты. Это убийство взволновало умы во всем крае. Даже разгром двадцатитысячного персидского войска при Хваршинском ущелье генералом Небольсиным на Аскоране не предотвратил выступление Шекинского хана Селима, который не хотел оставаться в подданстве России после того, как его друг и родственник Ибрагим Карабагский был убит Лисановичем. Убийство родственника, видимо, послужило поводом, если не причиной, поддержки Шекинского хана и Султан-Ахмед-ханом, который во главе аварской конницы и джарцев атаковал русских в Джарском ущелье. Вынужденный отойти из Джаро-Белокан к себе в горы, Султан-Ахмед-хан вступил в переговоры с прибывшим к этому времени на Кавказ И. В. Гудовичем.
Уже 21 декабря 1806 г. И. В. Гудович сообщает министру иностранных дел А. Я. Будбергу о том, что Султан-Ахмед-хан вступил в переговоры о выдаче ему тётки (вдовы Ибрагим-хана Бахтики) с её детьми, находящейся в Карабагском владении, и ходатайствует перед Александром I о возобновлении жалованья, которое он получал. В начале 1807 г. Султан-Ахмед-хан вновь публично присягнул и дал письменное обязательство о пребывании его в нерушимой верности государю российскому и в залог его выдал в аманаты двух почётнейших старшин и родственника (Хересело-бека), который, судя по тому, что вдова Ибрагим-хана Карабагского приходится и ему тётей, являлся двоюродным братом Аварскому хану.
В апреле 1807 г. министр иностранных дел А. Я. Будберг извещает И. В. Гудовича о награждении высокими чинами владетелей Дагестана, в том числе Султан-Ахмед-хану Аварскому присваивался чин генерал-майора. Султан-Ахмед-хан лично принимал активное участие в приведении в подданство России различных обществ, за что неоднократно получал благодарности и подарки от российских властей на Кавказе. Зато ситуация изменилась с появлением А. П. Ермолова на Кавказе. Его твёрдая линия на практическое включение территории в административную систему империи сразу натолкнулась на решительный протест ряда владетелей Дагестана. Среди них активную роль стали играть два брата: Султан-Ахмед-хан Аварский и Гасан-хан Мехтулинский.

#### Ханство в Кавказской войне
Гасан-хан Мехтулинский, Султан-Ахмед-хан Аварский, Ших-Али-хан Дербентский (свергнутый с престола), кадий Акушинский во главе своих отрядов весной 1818 г. вступили в сражение с русскими войсками около с. Башлы, жители которого восстали, выйдя из повиновения кайтагскому уцмию Адиль-хану. Взбунтовался против шамхала Тарковского и Карабудахкент. Объединённые силы владетелей Дагестана, несмотря на упорное сопротивление, не выдерживали напора регулярных войск на равнинном Дагестане и вынуждены были отступить в горы. Особенно сказывалась разрушительная сила артиллерии, которую Ермолов умело использовал не только против войск, но и для разрушения сёл и против населения, покидающего свои аулы.
В следующем 1819 г. в течение августа месяца Султан-Ахмед-хан начал собирать горские народы и подошёл к с. Бавтугай, лежащему по реке Койсу, где занял в ущелье удобную позицию, которую укрепил завалами и окопами. На помощь ему пришли чеченцы, часть жителей Эндирея, жители кумыкских владений были готовы восстать, поддерживали их салатавцы. Исход упорного сражения был решён шквальным артиллерийским огнём. Султан-Ахмед-хан снова вынужден был уйти в горы, а Ермолов безжалостно наказывал целые селения, поддерживавшие Султан-Ахмед-хана. Политика Александра I и Ермолова на Кавказе после Гюлистанского мирного договора прервала процесс постепенного мирного вхождения дагестанских владений и обществ в состав России путём принятия подданства.
Во время Кавказской войны ханство сильно пострадало от коварных затей Аслан-хана Казикумухского. Он планировал истребление аварских ханов, чтобы присоединить ханство в свои владение.

## География
Соседние с Аварским ханством территории — Казикумухское ханство, Мехтулиское ханство, Тарковское Шаухальство, Чечня, Грузия (Кахетия, Тушетия), Шекинское ханство.

## Население

### Социальный состав
В Аварском ханстве имелись целые селения состоявших из раятов и «лагов» (рабов). Рабы являлись собственностью аварских ханов.
- Раятские селения: Амишта, Тукита, Чандатль, Учла, Мосшул, Хин.
- Рабские селения: Кахх, Кинниб, Къуанниб, Тхлянлюб.

## Государственное устройство

### Государственные символы

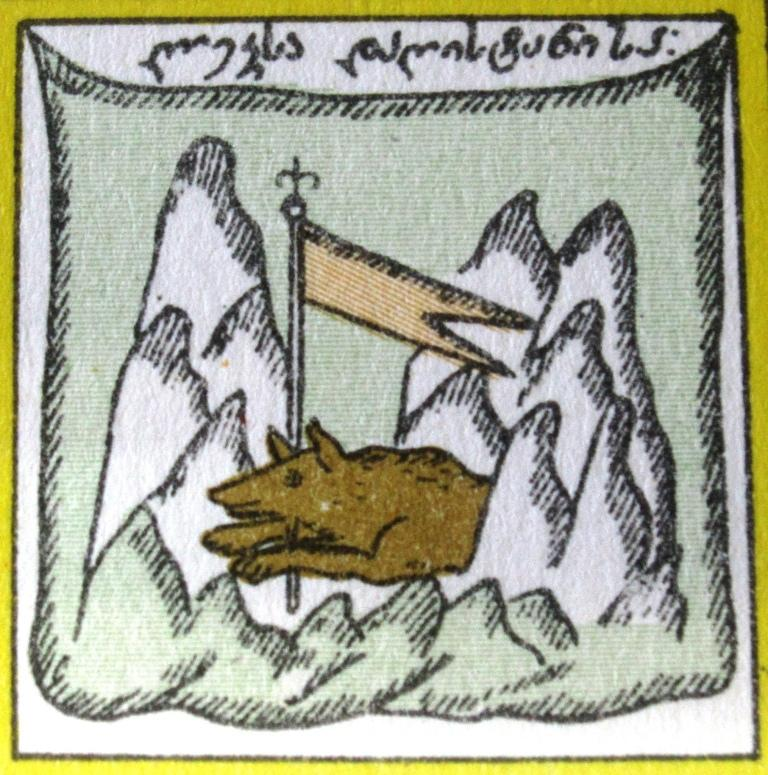
Волк со штандартом — родовое знамя аварских нуцалов.

В Институте древних рукописей Академии наук Грузии имени К. Кекелидзе хранится карта Грузии (1735), известная как «Карта Иберийского царства или всея Грузии», на которой изображены 16 «гербов» и «знаков» составляющих Грузию земель, отдельных грузинских княжеств и исторических областей (Грузия, Картли, Кахети, Имерети, Одиши, Гурия, Самцхе, Сванети, Абхазети, Осети, Сомхити, Ширван и др.), в том числе и Дагестана.
Вахушти называет изображения на своей карте «гербами» или «знаками», в числе этих традиционных символических обозначений известен и дагестанский герб: на светло-зелёном полотнище изображён выбегающий из-за горных кряжей волк (часть его туловища сокрыта меж гор), между передними лапами которого помещено древко флага с навершием. Над гербом сделана надпись на грузинском языке: «лекӏиса дагьистаниса», то есть «(герб) леков Дагестана».

### Религия
В середине второй половины IX века, по сообщению Ибн Руста и Гардизи, обитатели «крепости», то есть правящая верхушка сарирского общества и её окружение, а также, видимо, и значительная часть трудящегося населения Хунзахского плато исповедовала христианство; в связи с этим обратим внимание, во-первых, на сообщение армянского автора X века Товма Арцруни о том, что примерно в середине IV века Григорэс, внук Григорэса Просветителя, обратил в христианство кавказских горцев авархазов, а во-вторых, — на то, что вышеупомянутый правитель «хунзов» VIII века, Абухосро, судя по контексту «Исторической хроники», являлся христианином. При всем этом, однако, в Хунзахе продолжали сохраняться языческие обычаи. Чистыми язычниками были тогда сарирцы — труженики, проживавшие в «двадцати тысячах ущелий», на большем или меньшем удалении от замка «владетеля золотого трона». IX век знаменателен также тем, что к этому времени относится самое раннее достоверное сообщение о принадлежности хунзахцев к христианам, причем не исключено, что армянского толка. Одним из аргументов в пользу такого предположения является то, что такое фундаментальное понятие, как «крест», передается в аварском языке словом армянского происхождения «хъанч». Правитель в Хунзахе в 943 году был христианином. В Хунзахе и близлежащих населенных пунктах были обнаружены памятники христианства, и в том числе кресты с грузинскими надписями X—XI веков. Религией Сарира X века было христианством православного толка, которое к середине столетия распространилось далеко за пределы Хунзаха — местопребывания элиты. По причине религиозного фактора государство владетелей золотого трона, подобно Киевской Руси, Кавказской Алании и Армении, считалось на мусульманском Востоке частью Византийской империи.

## Список правителей
- Первый правитель по имени — Авар (VI век)
- неизвестные правители
- Абухосро (середина VIII века)
- Хосро (неизвестно точно правил ли), сын предыдущего
- неизвестные правители
- Урусхан (Арусхан)
- Хидиршах, сын предыдущего
- Тарраз, сын предыдущего
- Аббас, сын предыдущего
- Сафишах, сын предыдущего
- Хавадшах, сын предыдущего
- Фиравн, сын предыдущего
- Амир, сын предыдущего
- Саид, сын предыдущего
- Тахмаз, сын предыдущего
- Фардин (Перид), сын предыдущего
- Байар, сын предыдущего
- Намруд, сын предыдущего
- Кад (Бакир), сын предыдущего
- Фирудшах (Пруссшах), сын предыдущего
- Току сын Фируджы (середина XI века)
- Уммахан, сын Фирудшаха
- Урусхан (Аулхан), сын предыдущего
- Саратан I, сын предыдущего
- Суракат I (XII век), сын предыдущего
- Ахмад, узурпатор (XII век)
- Абу-Муслим, узурпатор (XII век)
- Байар ((XII век)), сын Сураката
- Масум-бек (XII век)
- Султан ибн Масум-бек (XII век)
- Чуфан ибн Султан (до 1185 года)
- Амир-Ахмад ибн Чуфан (с 1185 года)
- Андуник (Амир-султан) (XII век), сын Байара
- Малик Саратан (вторая половина XIII века)
- неизвестные нуцалы
- Суракат (1353/1354) (?)
- неизвестные нуцалы
- Шамхал сын Алибека (возможно нуцал, но это не точно) (рубеж XIV—XV веков)[97]
- Саратан III
- Дугун, сын предыдущего
- Ибрагим I
- Мухаммед-Мирза, зять предыдущего и сын Дугуна
- Андуник I (1460—1485), сын Ибрагима I
- Булач I (1485—1510) племянник предыдущего и сын Мухаммеда-Мирзы
- Амир-Хамза I (1510— до 1523), сын Уммахана, сына Булача I
- Шабан (упоминается в 1523/1524 году)[224], возможно, сын предыдущего[209]
- Нуцал-хан I (1540—1546), возможно, сын Амир-Хамзы
- Андуник II (1546 — декабрь 1569), сын предыдущего или возможно, сын Шабана[209]
- Ахмад (упоминается в 1547/1548) или Барти I (1569—1570), сыновья предыдущего[225]
- Мухаммад-Шванхал (до 1589 года), сын Турарава, брата Андуника II
- Канбулук (скорее всего Канн-Булат авар. Гъан-булат[226]) (неизвестно)[227][228][229], сын предыдущего
- Шванхал-нуцал I (до 1596 года), брат предыдущего, либо одно и то же лицо с Канбулуком[209]
- Мухаммад-нуцал I (конец XVI века), сын Кушканти-Кихилава, сына Барти I
- Ибрагим II (упоминается в 1600/1601 году), возможно, сын Шванхал-нуцала I[209]
- Махди I (упоминается в 1610[230][231] и ок.1614[225]), возможно сын Ибрагима[209] или сын Мухаммед-Шванхала
- Умма-хан Справедливый (до 1634/1635 года), сын Шванхал-нуцала
- Амир-Хамза II (1634/1635—1646), сын Барти-Кихилава, сына Мухаммад-нуцала I
- Мулдар-мирза I (упоминается в 1650 году)
- Дугри I (упоминается в 1656 году — умер в 1667/1668 году), сын Андуника (Уммахана)[232][233], сына Умма-хана Справедливого или же на прямую сын Уммахана[209]
- Мухаммад-нуцал II (1667/1668—1687), сын предыдущего
- Умма-хан II (1687—1698), сын предыдущего
- Андуник III, сын предыдущего
- Дугри II (1698—1706), брат предыдущего
- Умма-хан III (1706—1709), сын Дугри II
- Мухаммад-нуцал III (1709—1713[166] или 1725[228]), брат предыдущего
- Умма-хан IV (1725—1735), сын Старшего Булача, сына Дугри II
- Ханкалав (1722—1730), соправитель, брат предыдущего
- Нуцал-хан II (1735—1744), сын Уммахана III
- Махмуд-хан I (1744 — ?)
- Мухаммад-нуцал IV (? — 1774), сын Уммахана IV
- Умма-хан V (1774 — апрель 1800), сын предыдущего
- Гебек-хан I (1800 — январь 1800), брат предыдущего. Временный правитель.
- Султан Ахмед-хан Аварский (1800—1823), сын Али-Султана Мехтулинского, кумыкский князь Параула до 1800 г., принявший титул аварского хана, взяв в жены супругу умершего хана Умма-хана V Баху-Бике.
- Сурхай-хан I (1818—1834), сын Гебек-хана. Ханом признавался только русской администрацией. Власть была в руках Султан Ахмед-хан Аварский (1802—1823)
- Аслан-Хусейн-хан I (1827—1828). Ханом признавался только русской администрацией. Власть была в руках Абу Султан-хана I (1823—1834), сына Султан Ахмед-хана I
- Абу Султан-хан I (1828—1834), сын Султан Ахмед-хан Аварский
- Баху-Бике (1834—1834), дочь Умма-хана V
- Султан Ахмед-хан II (аварский хан) (1834—1836), при нём регенты:
  - Аслан-Хусейн-хан I (1834—1836), снова
  - Нуцал-Ага I (1836), сын предыдущего
  - Мухаммед-мирза I (1834—1836), брат предыдущего
- Временные правители:
  - старшина Айтбер (1843)
  - бек Химмат I (1843)
  - кадий Мухаммад (1843)

В 1837—1859 гг. — в составе Имамата
- Ибрагим-хан (1859—1864), сын Ахмад-хана Мехтулинского

С 1864 г. Аварское ханство присоединено к России.

### Комментарии
1. ↑  Возможно это связано с тем, что христианство имело распространение по Аварии от армянских и грузинских миссионеров
2. ↑  Абу Муслим ал-Гази — один из самых сложных, запутанных, одновременно чрезвычайно популярных образов в истории Дагестана, особенно в истории исламизации дагестанского общества. Абу Муслим современных легенд — это обобщенный образ героя-исламизатора, возникший благодаря слиянию воедино нескольких прототипов исламских миссионеров арабского, иранского и местного происхождения, действовавших на Северо-Восточном Кавказе в VIII–XVI вв. С именем Абу Муслима предания связывают повсеместное распространение ислама, назначение и утверждение местных мусульманских правителей. Ему приписывается курайшитская генеалогия, восходящая к ‘Абд ал-Мутталибу,деду Пророка, его родиной объявлен Шам (Сирия). Как видно из дагестанских хроник и строительной надписи XVIII–ХіX вв., с именем Абу Муслима связывается соборная мечеть в Дербенте, а также ряд мечетей старейших лезгинских, агульских, даргинских, табасаранских, цудахарских, аварских селений (Кала-корейш, Камах, Каракюре, Ахты, Кочхюр, Мака, Рича, Фите, Акуша, Джафуг, Кумух, Чох. Ему приписывают несколько «святых» мест (зийарат, пир) — в селах Чурдаф, Хучни, Хунзах, Чох, Ахты. Арабские авторы IX– XII вв., описывая процесс завоевания и исламизации Дербента и других дагестанских земель, называют Масламу — крупного арабского полководца, брата халифа Хашама, правителя Ирака и Хорасана. В дагестанских же хрониках имя Масламы заменено именем Абу Муслима Хорасанского (ум. 755), свергателя династии Омеййадов. В Дагестане Абу Муслим не был. Хасан Алкадари пишет о другом Абумуслиме, прибывшем в Дагестан с миссионерской деятельностью.

1. ↑  Дань была наложена на жителей Большой Чечни, где проживали ичкеринские и ауховские чеченцы.
2. ↑  Согласно Х. Геничутлинскому это были войска Ереванского, Хойского, Марагинского, Карадагского, Урмийского и некоторых других ханств.